# Presentatori dell'Eurovision Song Contest
Più di 100 persone sono ricordate per essere state scelte come conduttori o conduttrici televisivi dell'Eurovision Song Contest, la manifestazione musicale internazionale più longeva al mondo, sin dall'anno in cui essa ebbe inizio: il 1956.
Nei primi anni di vita, il regolamento prevedeva un solo conduttore. La prima conduzione a due risale all'edizione parigina del 1978: a partire da quell'anno, in seguito a un cambiamento del regolamento, si decise che l'evento sarebbe potuto essere condotto da più di un conduttore televisivo (anche se in alcune edizioni fino al 1988, nonché nel 1995 e nel 2013, si preferì mantenerne uno solo). L'edizione 1999, tenutasi a Gerusalemme, vide per la prima volta una serata condotta da tre presentatori. Dieci anni più tardi, a Mosca, la manifestazione fu condotta per la prima volta da quattro presentatori: due nelle semifinali e altri due nella serata finale. Fu nell'edizione 2018, invece, che per la prima volta quattro presentatrici condussero insieme tutto l'evento.
Katie Boyle detiene il record per aver condotto la manifestazione il maggior numero di volte: nel 1960, 1963, 1968 e 1974, per un totale di quattro edizioni.

## Conduttori

### Eurovision Song Contest
| Anno | Sede                                 | Conduzione |
| ---- | ------------------------------------ | --- |
| 1956 | Lugano, Svizzera                     | Lohengrin Filipello |
| 1957 | Francoforte sul Meno, Germania Ovest | Anaïd Iplicjian |
| 1958 | Hilversum, Paesi Bassi               | Hannie Lips |
| 1959 | Cannes, Francia                      | Jacqueline Joubert |
| 1960 | Londra, Regno Unito                  | Katie Boyle |
| 1961 | Cannes, Francia                      | Jacqueline Joubert |
| 1962 | Lussemburgo, Lussemburgo             | Mireille Delannoy |
| 1963 | Londra, Regno Unito                  | Katie Boyle |
| 1964 | Copenaghen, Danimarca                | Lotte Wæver |
| 1965 | Napoli, Italia                       | Renata Mauro |
| 1966 | Lussemburgo, Lussemburgo             | Josiane Chen |
| 1967 | Vienna, Austria                      | Erica Vaal |
| 1968 | Londra, Regno Unito                  | Katie Boyle |
| 1969 | Madrid, Spagna franchista            | Laura Valenzuela |
| 1970 | Amsterdam, Paesi Bassi               | Willy Dobbe |
| 1971 | Dublino, Irlanda                     | Bernadette Ní Ghallchóir |
| 1972 | Edimburgo, Regno Unito               | Moira Shearer |
| 1973 | Lussemburgo, Lussemburgo             | Helga Guitton |
| 1974 | Brighton, Regno Unito                | Katie Boyle |
| 1975 | Stoccolma, Svezia                    | Karin Falck |
| 1976 | L'Aia, Paesi Bassi                   | Corry Brokken |
| 1977 | Londra, Regno Unito                  | Angela Rippon |
| 1978 | Parigi, Francia                      | Denise Fabre e Léon Zitrone |
| 1979 | Gerusalemme, Israele                 | Yardena Arazi e Daniel Pe'er |
| 1980 | L'Aia, Paesi Bassi                   | Marlous Fluitsma |
| 1981 | Dublino, Irlanda                     | Doireann Ní Bhriain |
| 1982 | Harrogate, Regno Unito               | Jan Leeming |
| 1983 | Monaco di Baviera, Germania Ovest    | Marlene Charell |
| 1984 | Lussemburgo, Lussemburgo             | Désirée Nosbusch |
| 1985 | Göteborg, Svezia                     | Lill Lindfors |
| 1986 | Bergen, Norvegia                     | Åse Kleveland |
| 1987 | Bruxelles, Belgio                    | Viktor Lazlo |
| 1988 | Dublino, Irlanda                     | Michelle Rocca e Pat Kenny |
| 1989 | Losanna, Svizzera                    | Lolita Morena e Jacques Deschenaux                                                                                                   |
| 1990 | Zagabria, RSF Jugoslavia             | Helga Vlahović e Oliver Mlakar |
| 1991 | Roma, Italia                         | Gigliola Cinquetti e Toto Cutugno |
| 1992 | Malmö, Svezia                        | Lydia Cappolicchio e Harald Treutiger                                                                                                |
| 1993 | Millstreet, Irlanda                  | Fionnuala Sweeney |
| 1994 | Dublino, Irlanda                     | Cynthia Ní Mhurchú e Gerry Ryan |
| 1995 | Dublino, Irlanda                     | Mary Kennedy |
| 1996 | Oslo, Norvegia                       | Ingvild Bryn e Morten Harket |
| 1997 | Dublino, Irlanda                     | Carrie Crowley e Ronan Keating |
| 1998 | Birmingham, Regno Unito              | Ulrika Jonsson e Terry Wogan |
| 1999 | Gerusalemme, Israele                 | Dafna Dekel, Sigal Shahamon e Yigal Ravid                                                                                            |
| 2000 | Stoccolma, Svezia                    | Kattis Ahlström e Anders Lundin |
| 2001 | Copenaghen, Danimarca                | Natasja Crone Back e Søren Pilmark                                                                                                   |
| 2002 | Tallinn, Estonia                     | Annely Peebo e Marko Matvere |
| 2003 | Riga, Lettonia                       | Marija Naumova e Renārs Kaupers |
| 2004 | Istanbul, Turchia                    | Meltem Cumbul e Korhan Abay |
| 2005 | Kiev, Ucraina                        | Maria Efrosnina e Pavlo Shylko |
| 2006 | Atene, Grecia                        | Maria Menounos e Sakīs Rouvas |
| 2007 | Helsinki, Finlandia                  | Jaana Pelkonen e Mikko Leppilampi |
| 2008 | Belgrado, Serbia                     | Jovana Janković e Željko Joksimović                                                                                                  |
| 2009 | Mosca, Russia                        | Natal'ja Vodjanova e Andrey Malahov (semifinali) Alsou e Ivan Urgant (finale)                                                        |
| 2010 | Oslo, Norvegia                       | Nadia Hasnaoui, Haddy N'jie ed Erik Solbakken                                                                                        |
| 2011 | Düsseldorf, Germania                 | Anke Engelke, Judith Rakers e Stefan Raab                                                                                            |
| 2012 | Baku, Azerbaigian                    | Leyla Əliyeva, Nərgiz Birk-Petersen ed Eldar Qasımov                                                                                 |
| 2013 | Malmö, Svezia                        | Petra Mede |
| 2014 | Copenaghen, Danimarca                | Lise Rønne, Nikolaj Koppel e Pilou Asbæk                                                                                             |
| 2015 | Vienna, Austria                      | Mirjam Weichselbraun, Alice Tumler, Arabella Kiesbauer e Conchita Wurst                                                              |
| 2016 | Stoccolma, Svezia                    | Petra Mede e Måns Zelmerlöw |
| 2017 | Kiev, Ucraina                        | Oleksandr Skičko, Volodymyr Ostapčuk e Timur Mirošnyčenko                                                                            |
| 2018 | Lisbona, Portogallo                  | Filomena Cautela, Sílvia Alberto, Daniela Ruah e Catarina Furtado                                                                    |
| 2019 | Tel Aviv, Israele                    | Bar Refaeli, Erez Tal, Assi Azar e Lucy Ayoub                                                                                        |
| 2020 | Rotterdam, Paesi Bassi               | Chantal Janzen, Edsilia Rombley e Jan Smit                                                                                           |
| 2021 | Rotterdam, Paesi Bassi               | Chantal Janzen, Edsilia Rombley, Jan Smit e Nikkie de Jager                                                                          |
| 2022 | Torino, Italia                       | Alessandro Cattelan, Laura Pausini e Mika                                                                                            |
| 2023 | Liverpool, Regno Unito               | Alesha Dixon, Hannah Waddingham e Julija Sanina (semifinali) Alesha Dixon, Graham Norton, Hannah Waddingham e Julija Sanina (finale) |
| 2024 | Malmö, Svezia                        | Petra Mede e Malin Åkerman |
| 2025 | Basilea, Svizzera                    | Hazel Brugger e Sandra Studer (semifinali) Hazel Brugger, Michelle Hunziker e Sandra Studer (finale)                                 |
| 2026 | Austria                              | Austria (bandiera) |

#### Galleria d'immagini

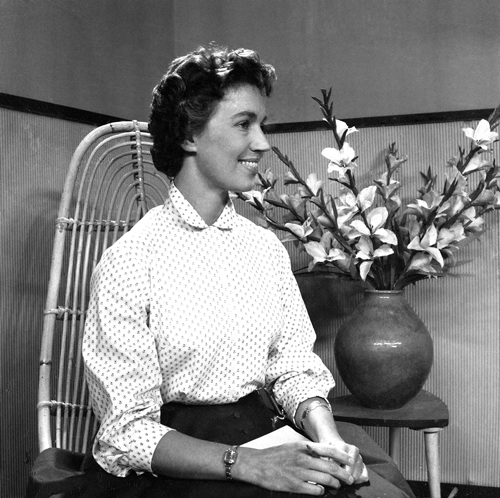
Hannie Lips, presentatrice dell'edizione 1958 a Hilversum
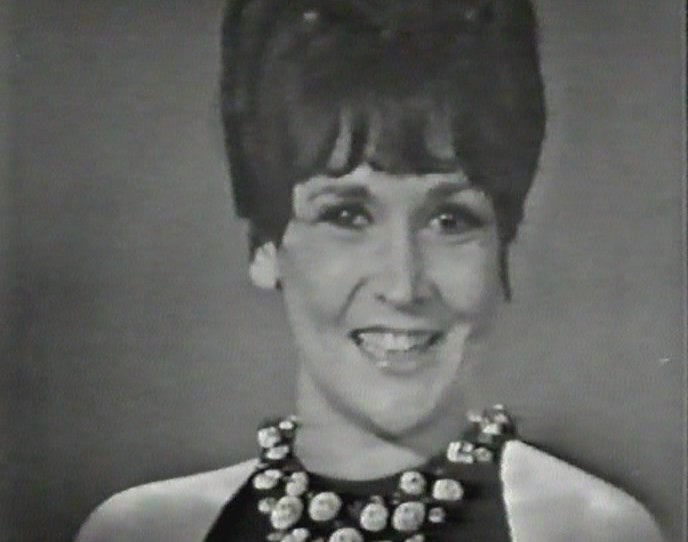
Renata Mauro, presentatrice dell'edizione 1965 a Napoli
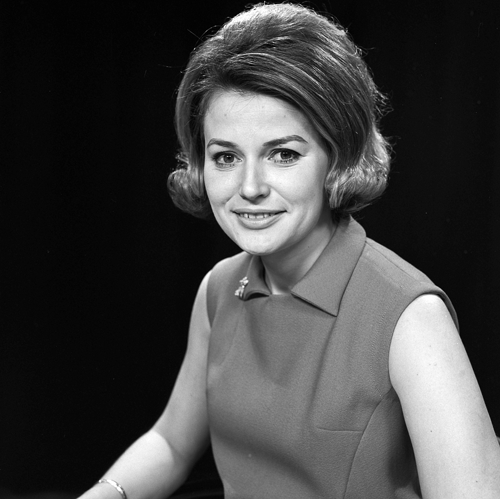
Willy Dobbe, presentatrice dell'edizione 1970 ad Amsterdam
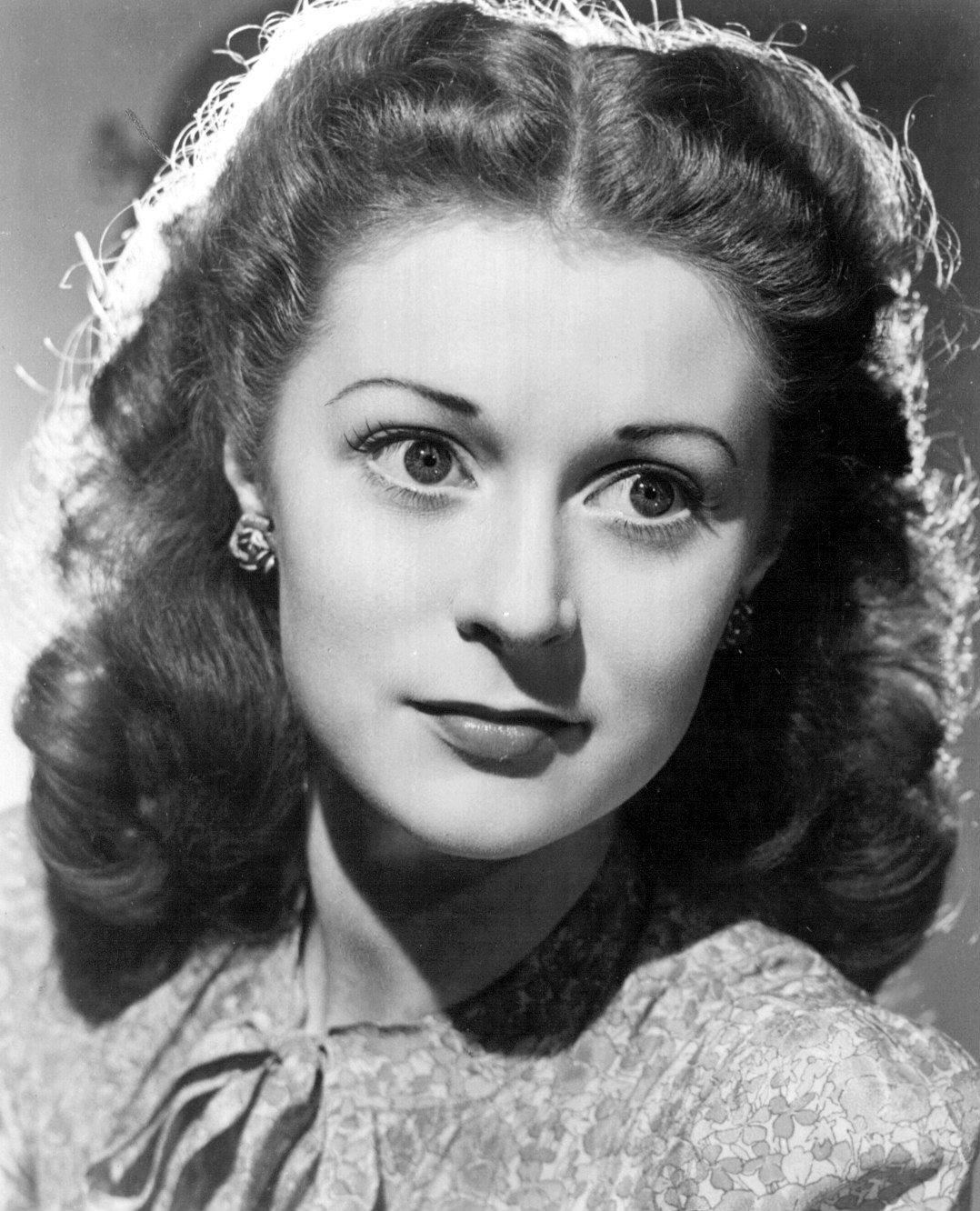
Moira Shearer, presentatrice dell'edizione 1972 a Edimburgo
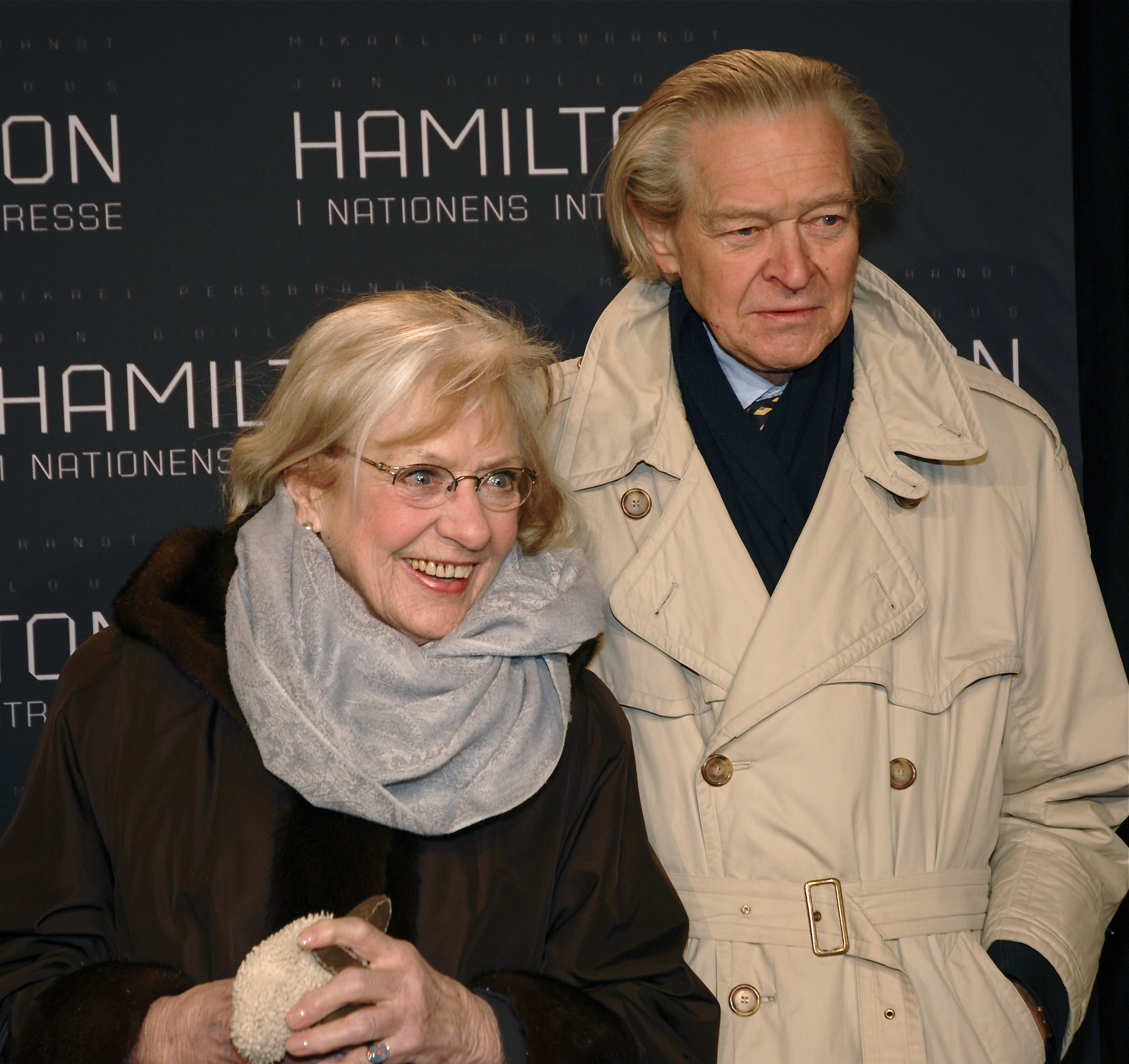
A sinistra Karin Falck, presentatrice dell'edizione 1975 a Stoccolma
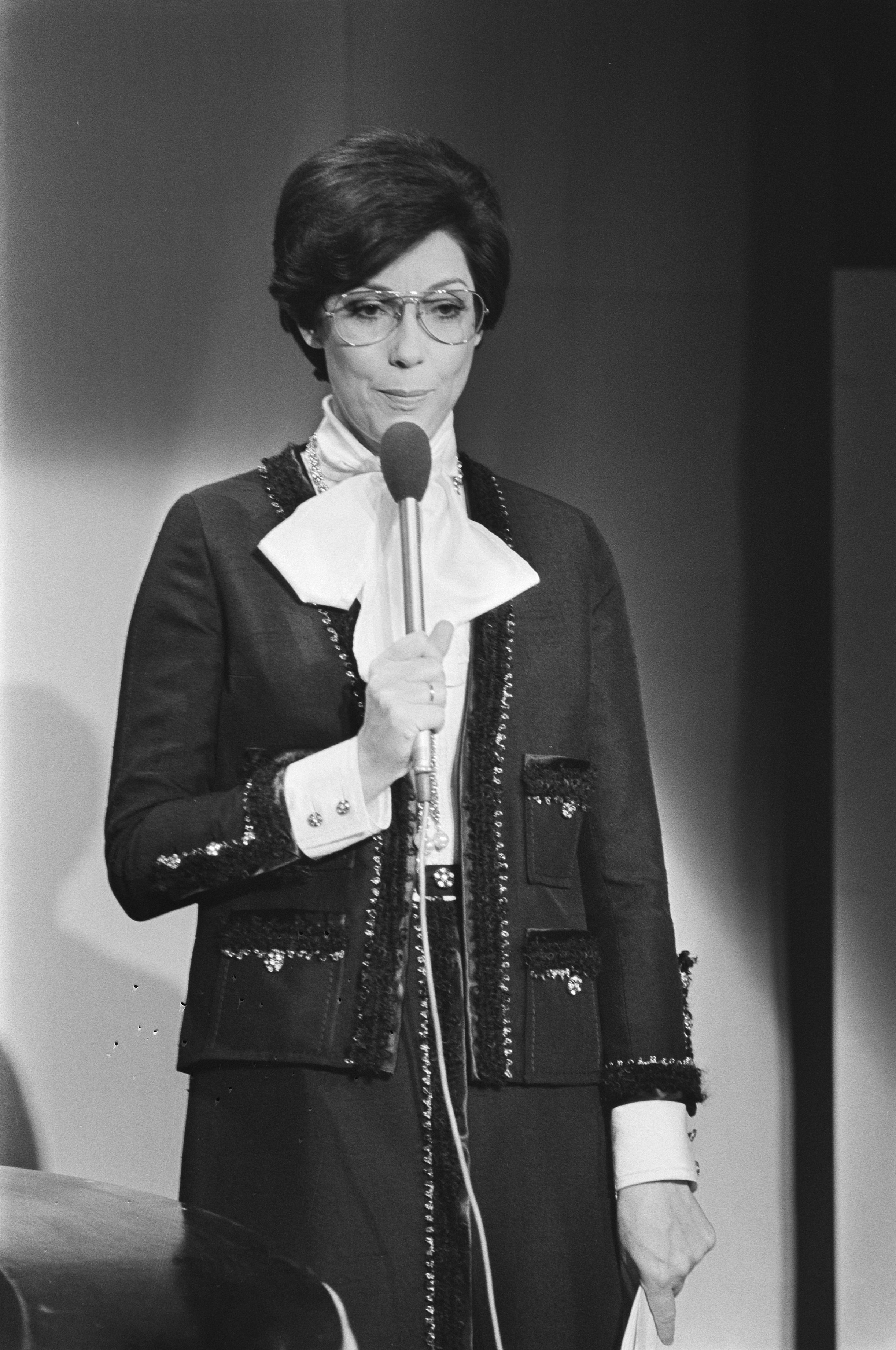
Corry Brokken, presentatrice dell'edizione 1976 a L'Aia
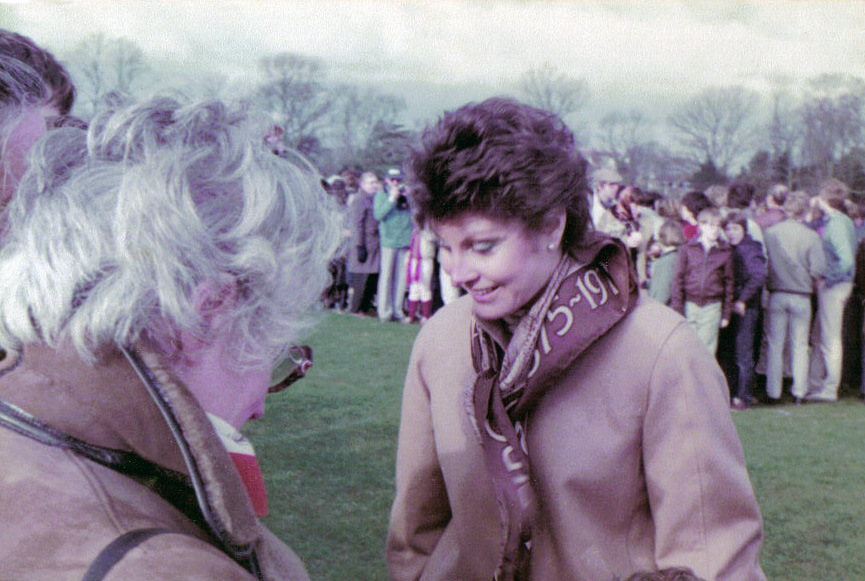
A destra Angela Rippon, presentatrice dell'edizione 1977 a Londra
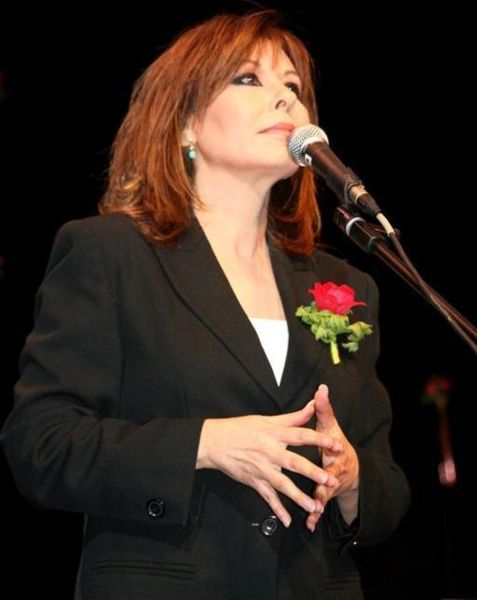
Yardena Arazi, presentatrice dell'edizione 1979 (insieme a Daniel Pe'er) a Gerusalemme
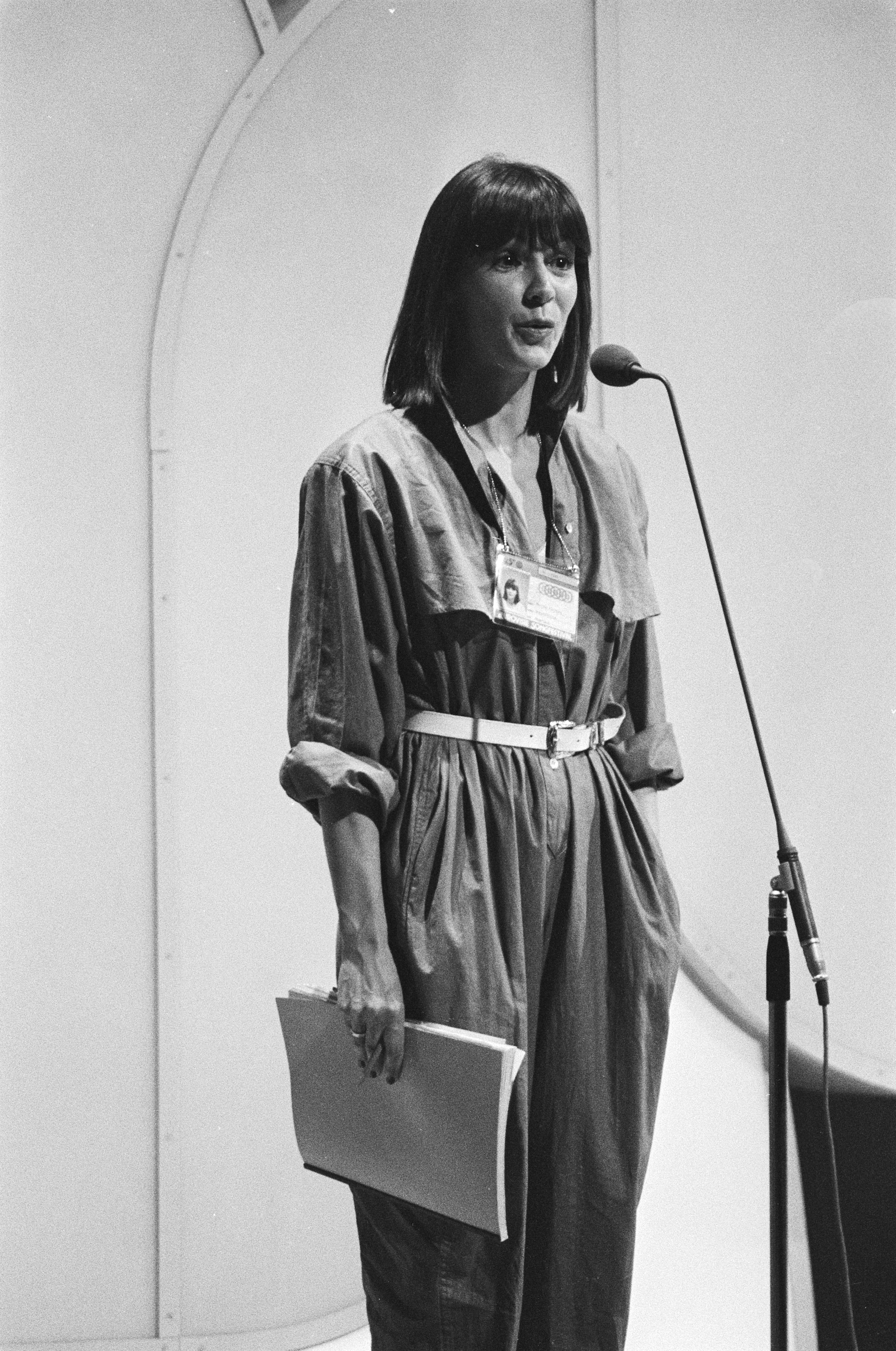
Marlous Fluitsma, presentatrice dell'edizione 1980 a L'Aia
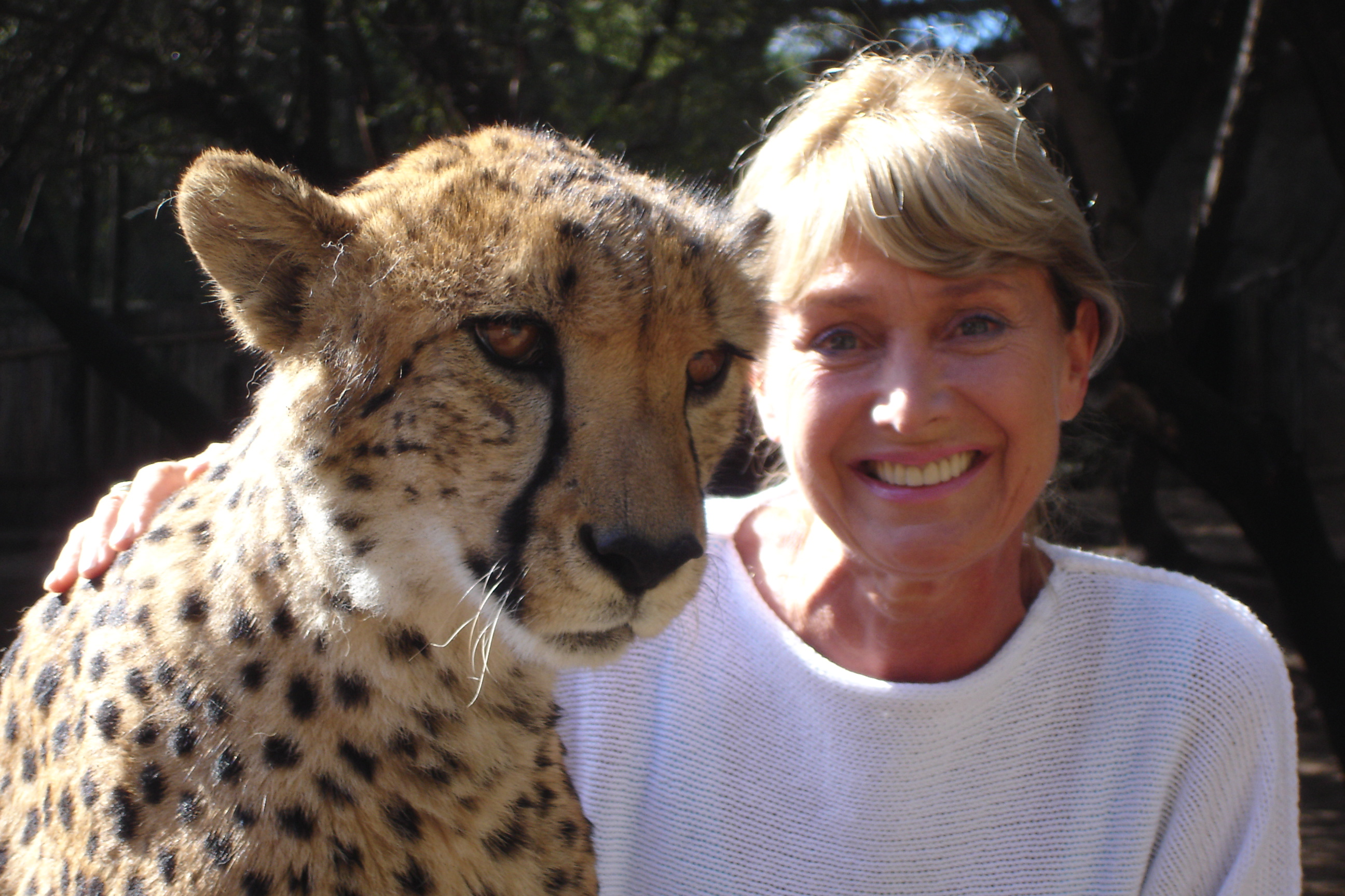
Jan Leeming, presentatrice dell'edizione 1982 ad Harrogate
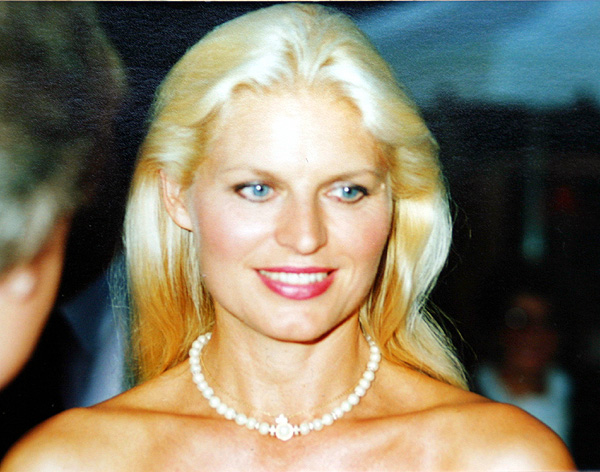
Marlene Charell, presentatrice dell'edizione 1983 a Monaco di Baviera
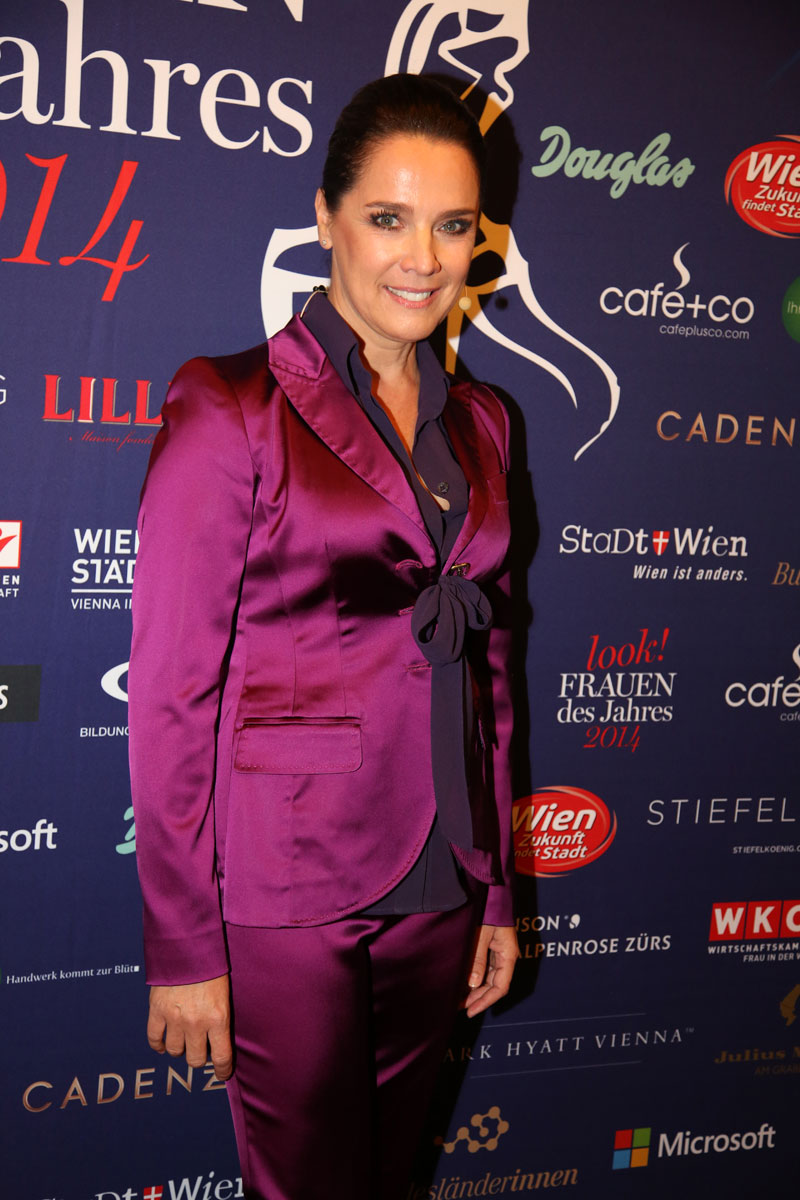
Désirée Nosbusch, presentatrice dell'edizione 1984 a Lussemburgo
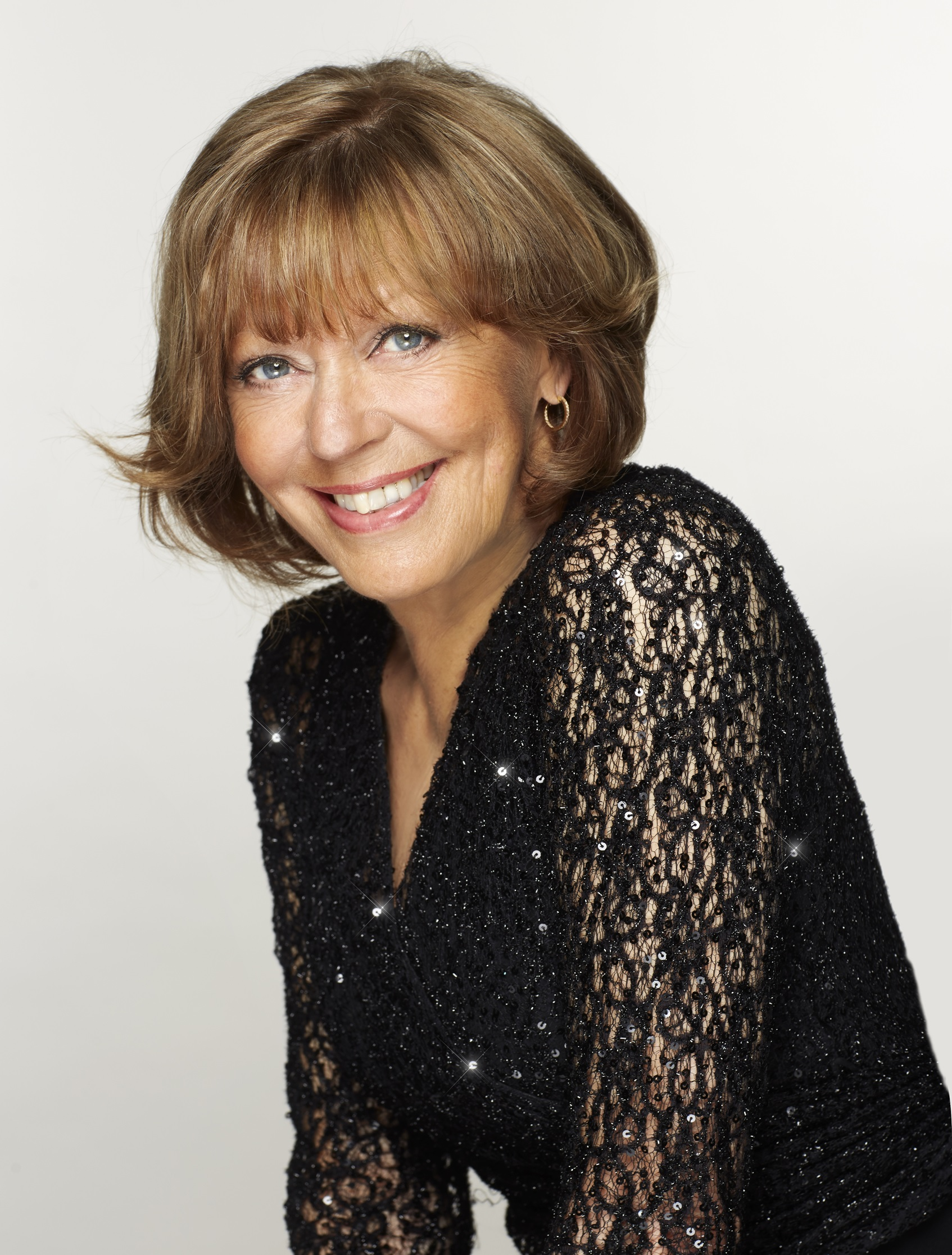
Lill Lindfors, presentatrice dell'edizione 1985 a Göteborg
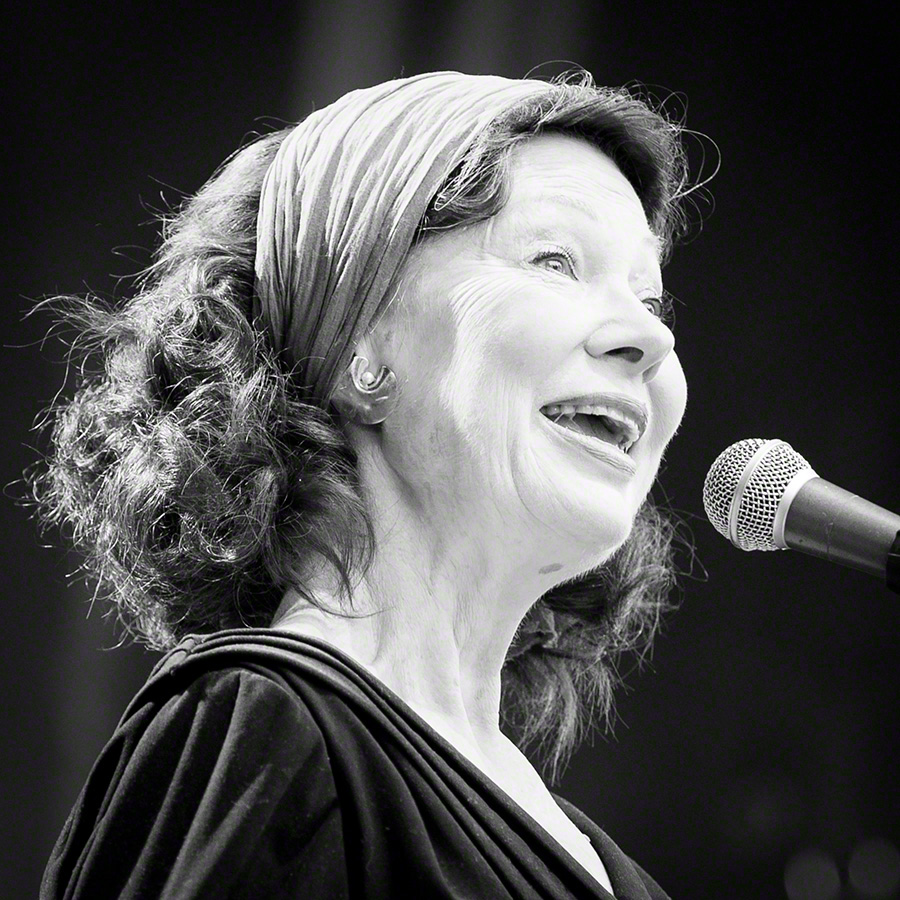
Åse Kleveland, presentatrice dell'edizione 1986 a Bergen
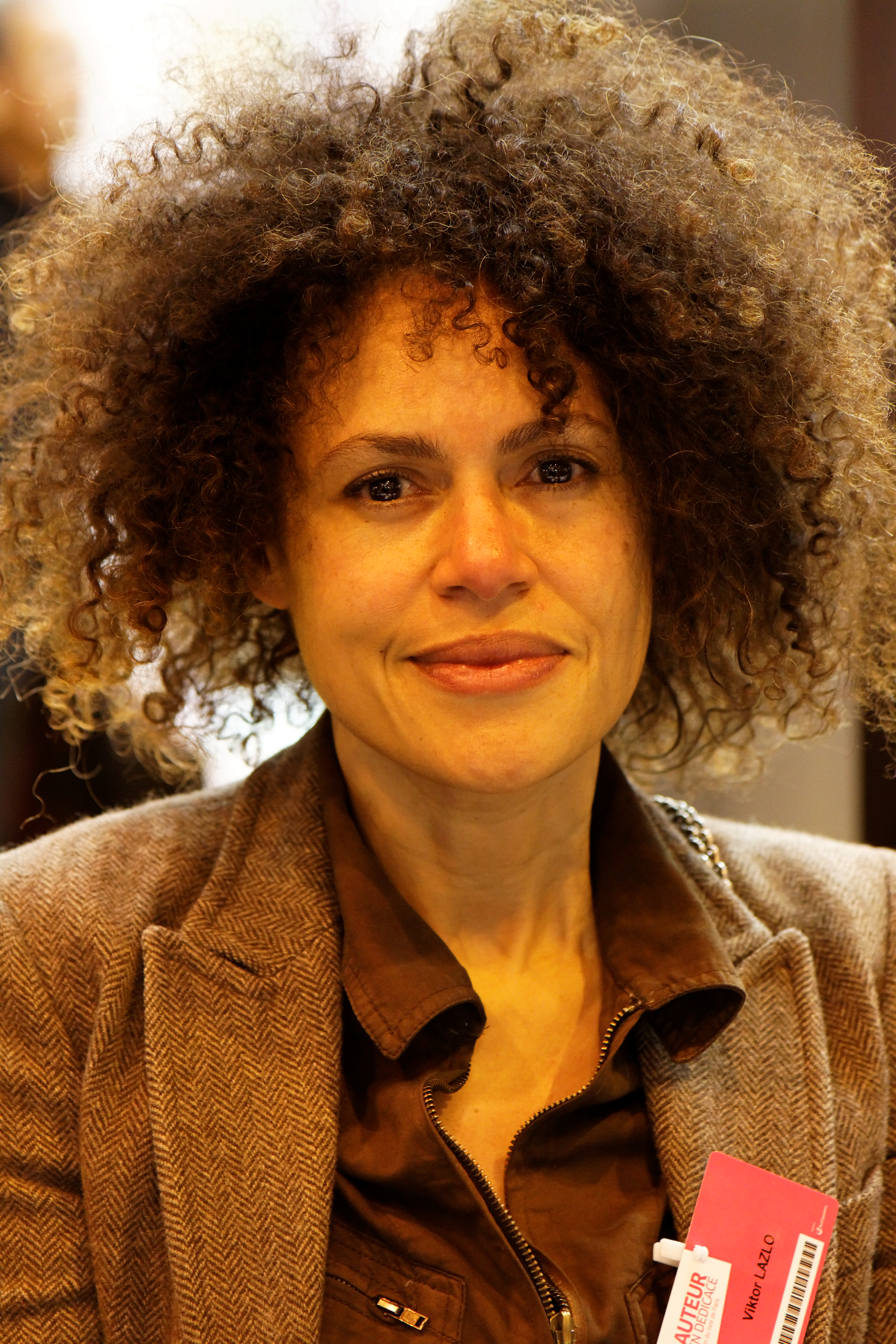
Viktor Lazlo, presentatrice dell'edizione 1987 a Bruxelles
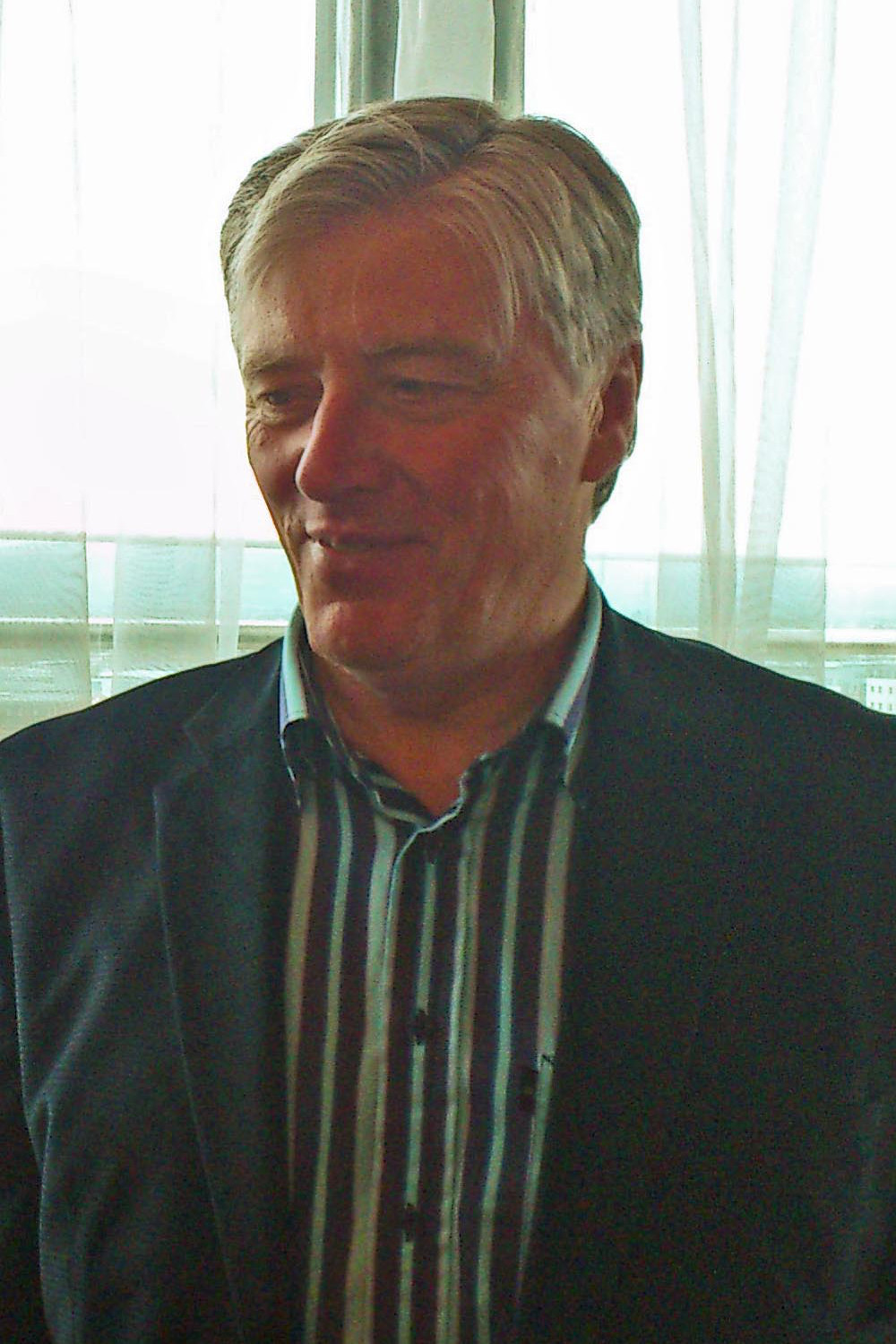
Pat Kenny, presentatore dell'edizione 1988 (in coppia con Michelle Rocca) a Dublino
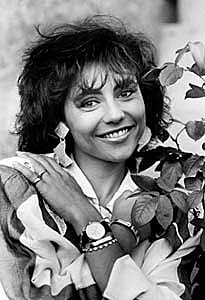
Lolita Morena, presentatrice dell'edizione 1989 (in coppia con Jacques Deschenaux) a Losanna
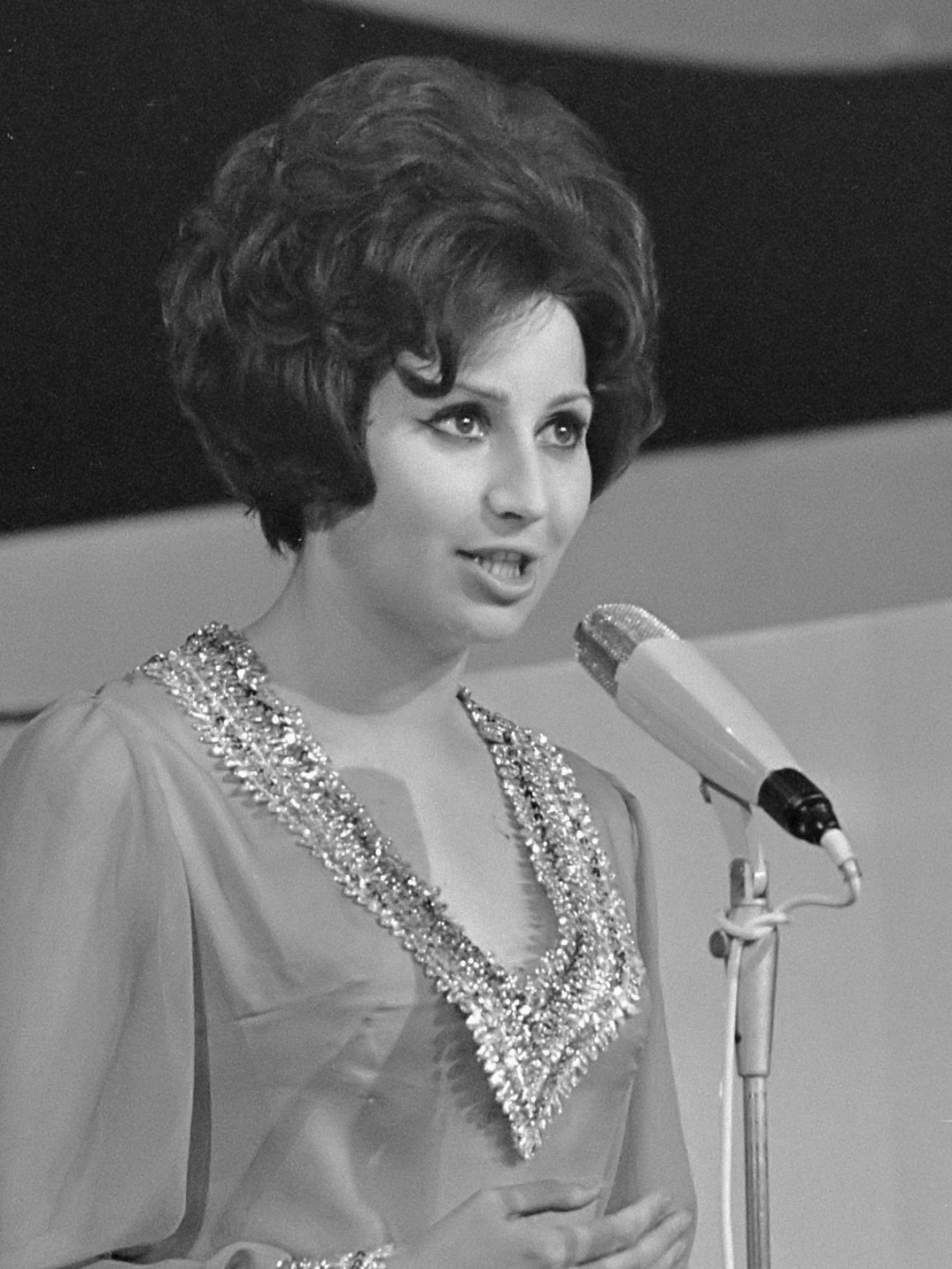
Helga Vlahović (nel 1969), presentatrice dell'edizione 1990 (in coppia con Oliver Mlakar) a Zagabria
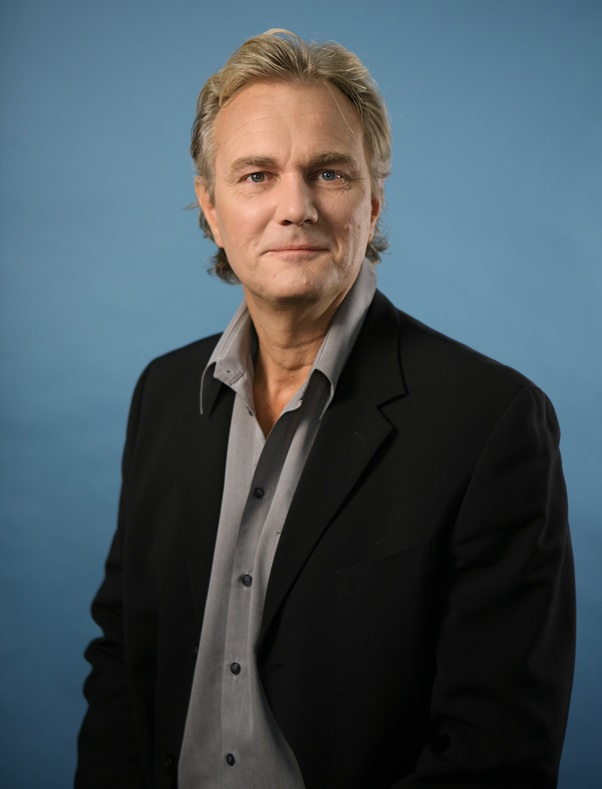
Harald Treutiger, presentatore dell'edizione 1992 (in coppia con Lydia Cappolicchio) a Malmö
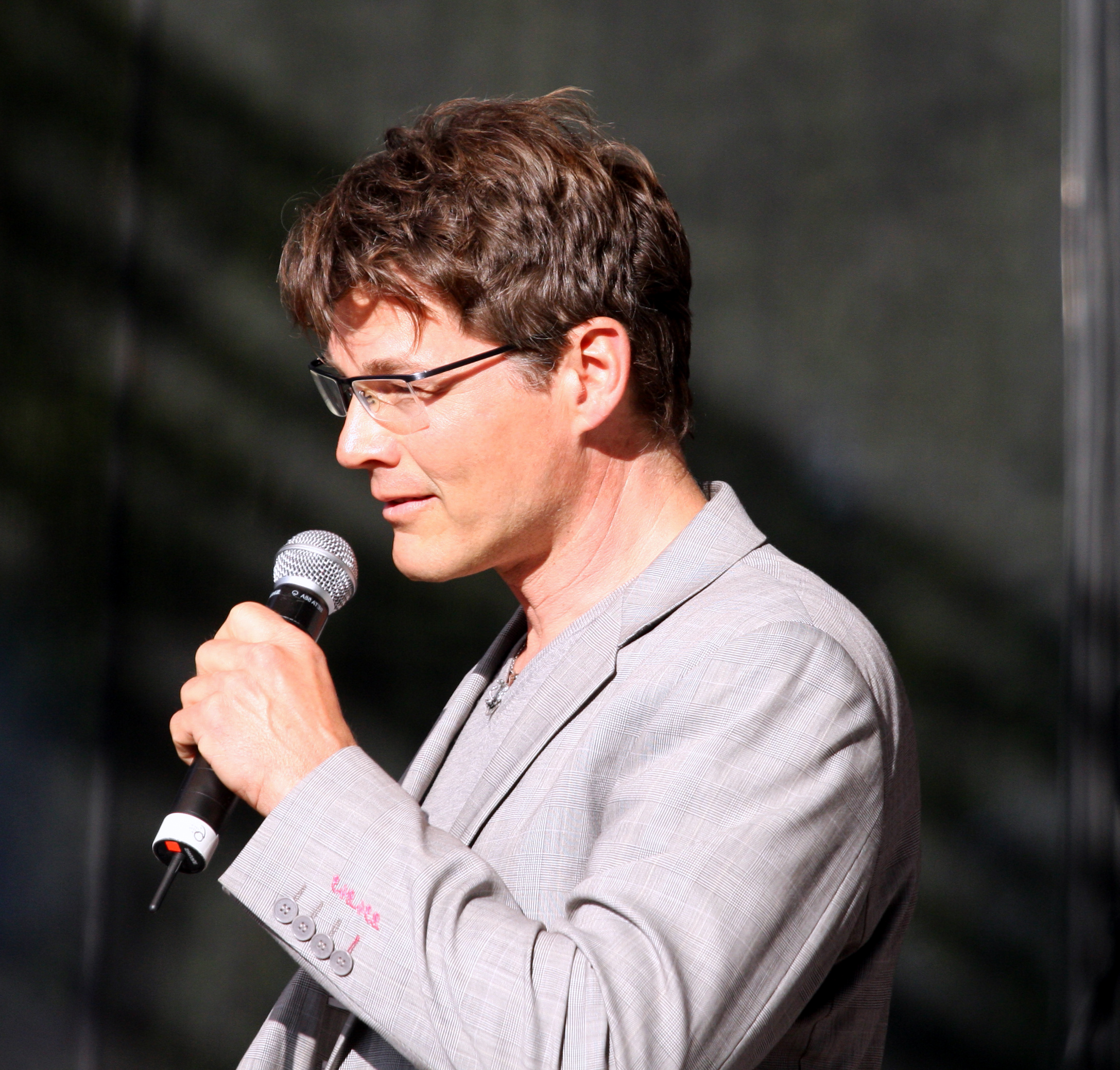
Morten Harket, presentatore dell'edizione 1996 (in coppia con Ingvild Bryn) a Oslo
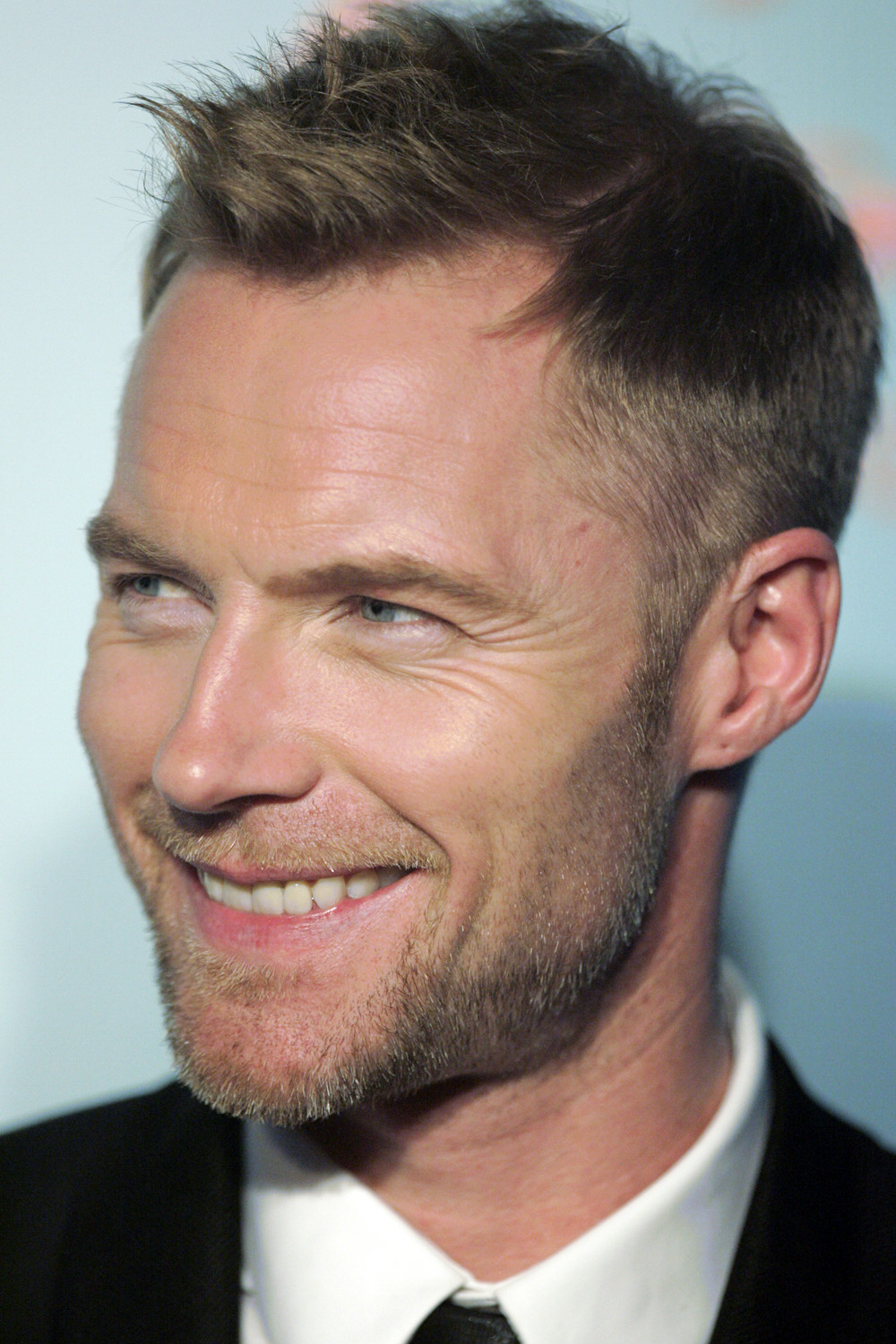
Ronan Keating, presentatore dell'edizione 1997 (in coppia con Carrie Crowley) a Dublino
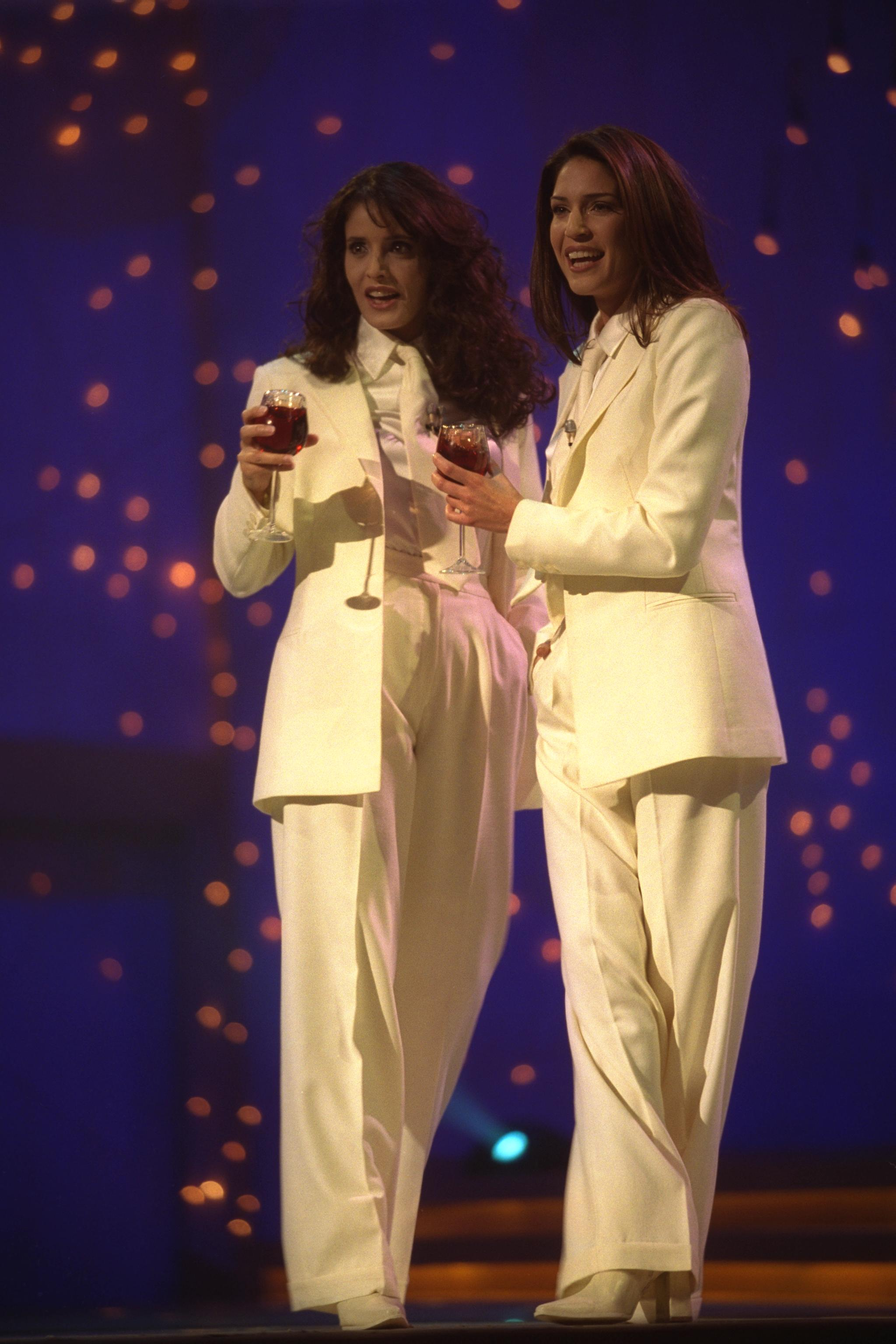
Sigal Shachmon e Dafna Dekel, presentatrici dell'edizione 1999 (insieme a Yigal Ravid) a Gerusalemme
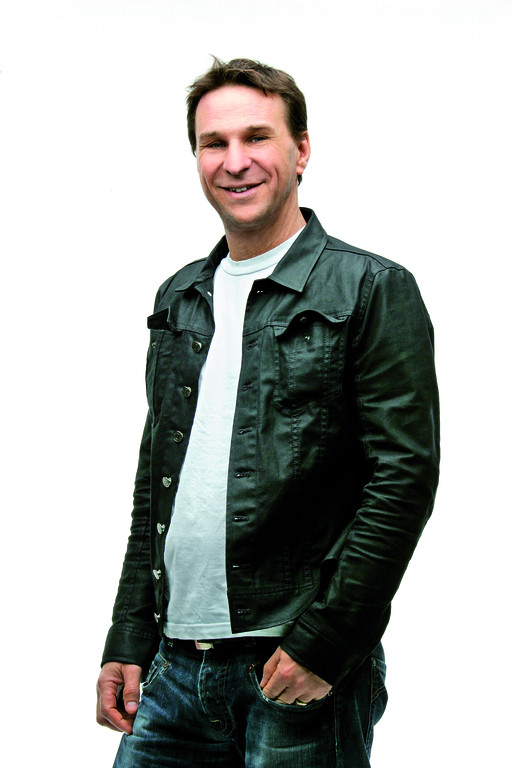
Anders Lundin, presentatore dell'edizione 2000 (in coppia con Kattis Ahlström) a Stoccolma
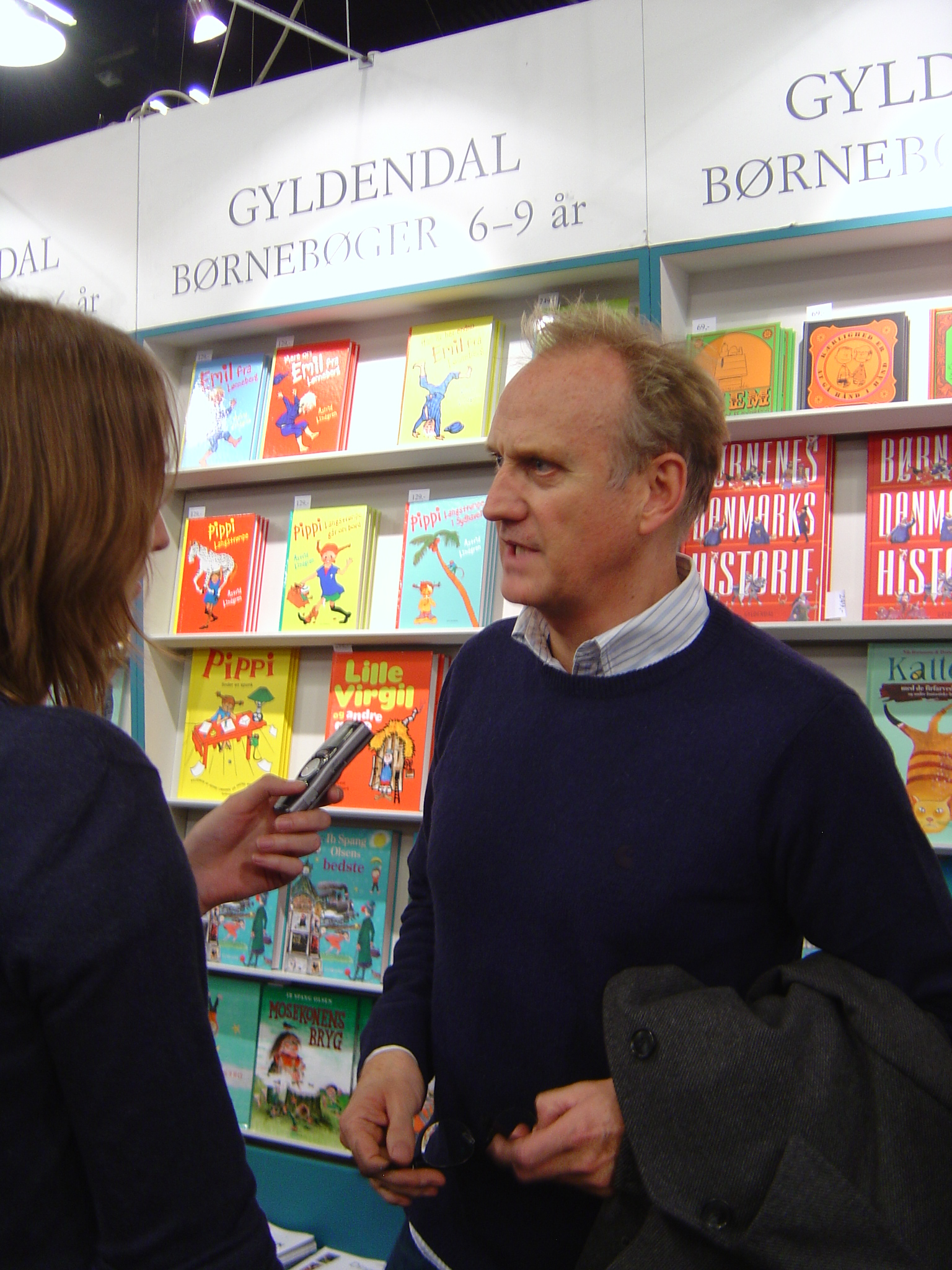
Søren Pilmark presentatore dell'edizione 2001 (in coppia con Natasja Crone Back) a Copenaghen
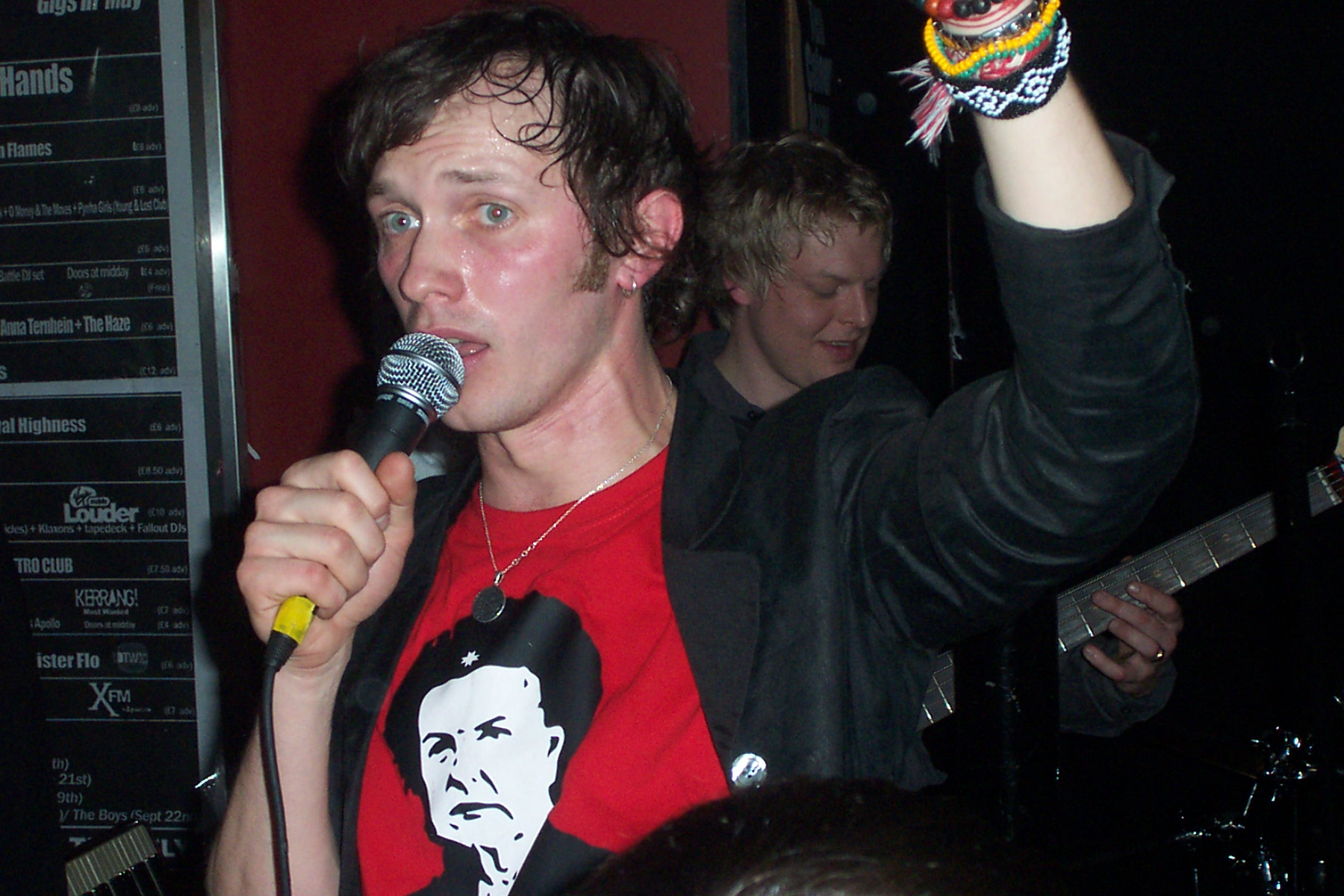
Renārs Kaupers, presentatore dell'edizione 2003 (in coppia con Marija Naumova) a Riga
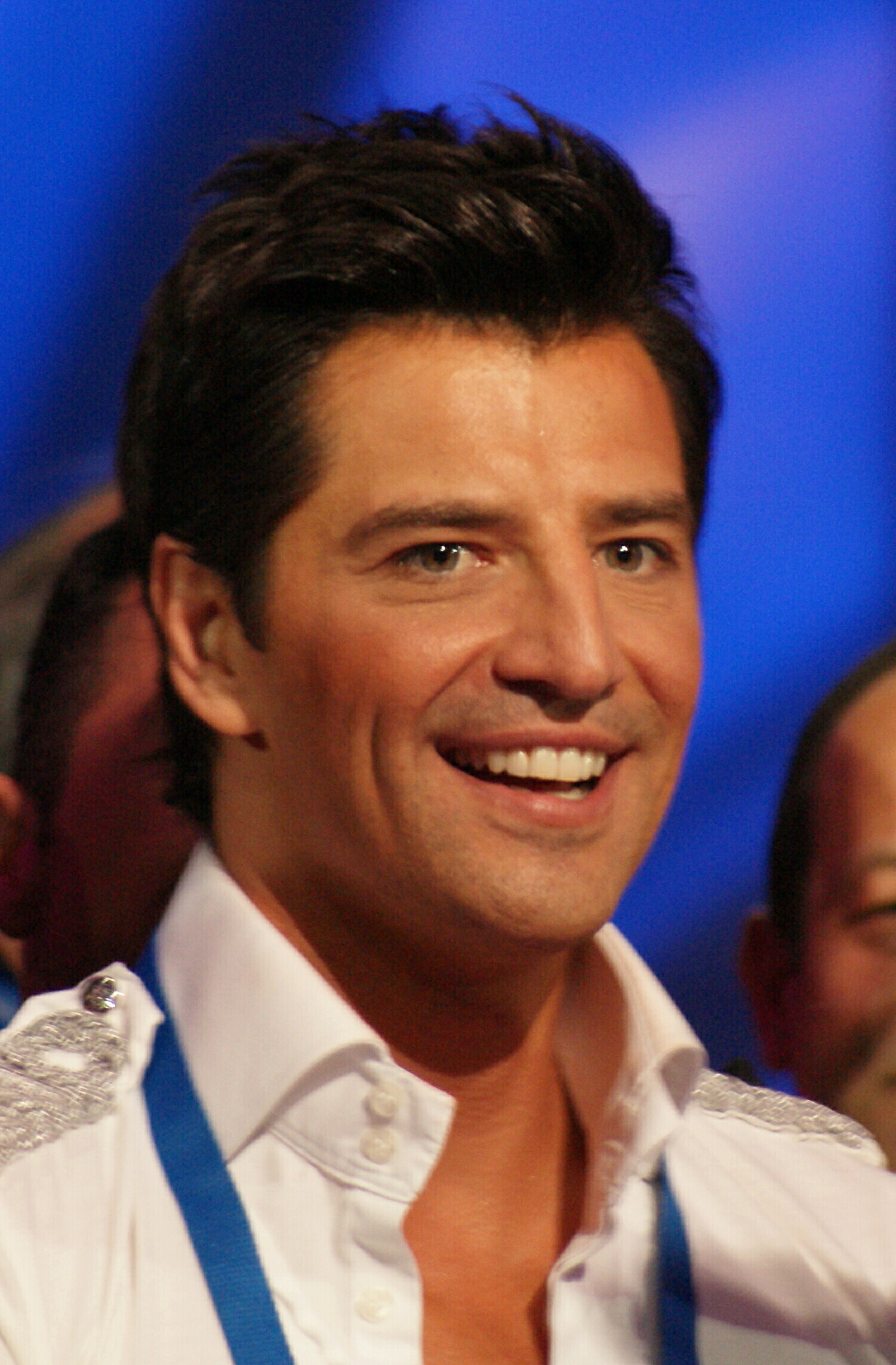
Sakis Rouvas, presentatore dell'edizione 2006 (in coppia con Maria Menounos) ad Atene
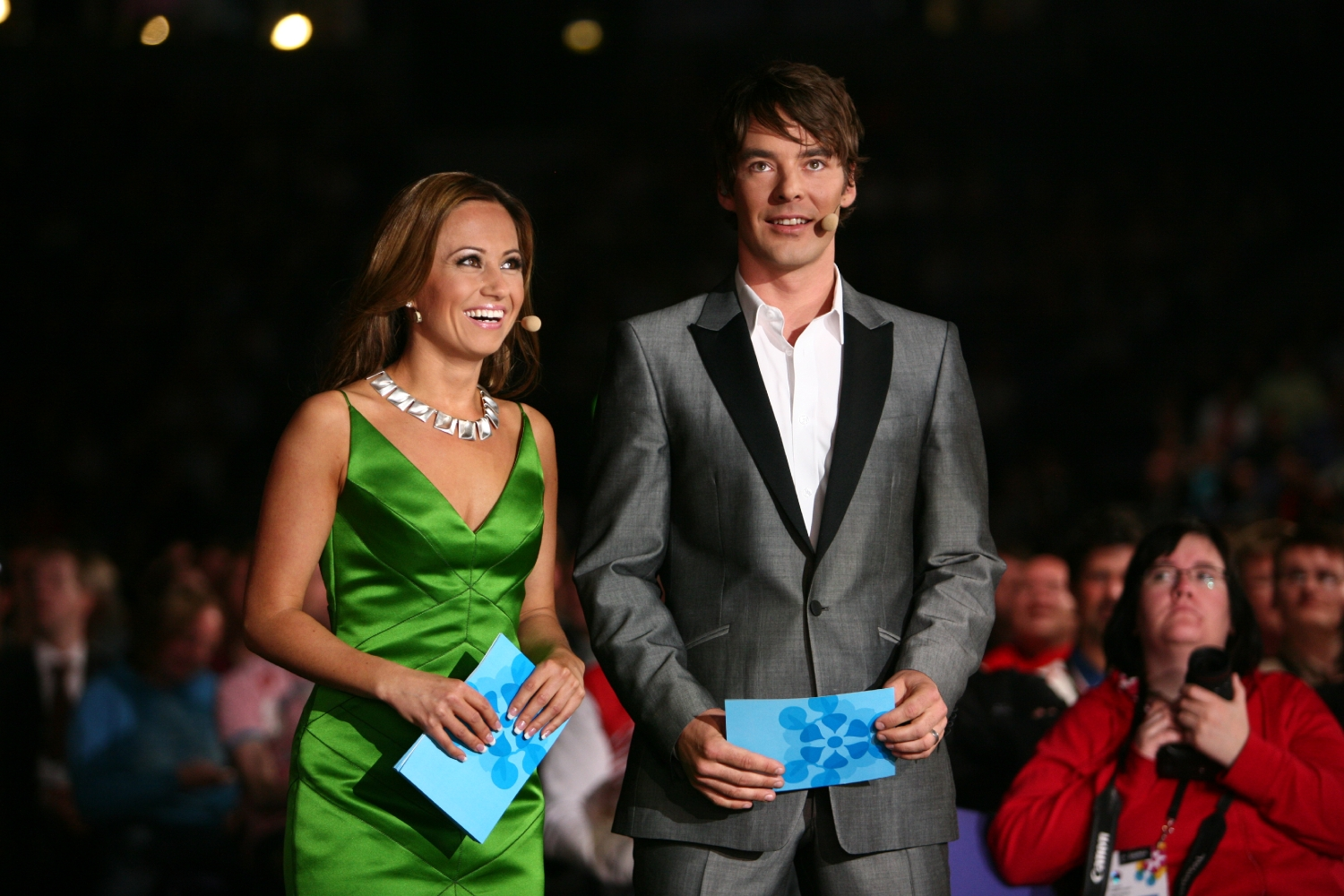
Jaana Pelkonen e Mikko Leppilampi, presentatori dell'edizione 2007 a Helsinki
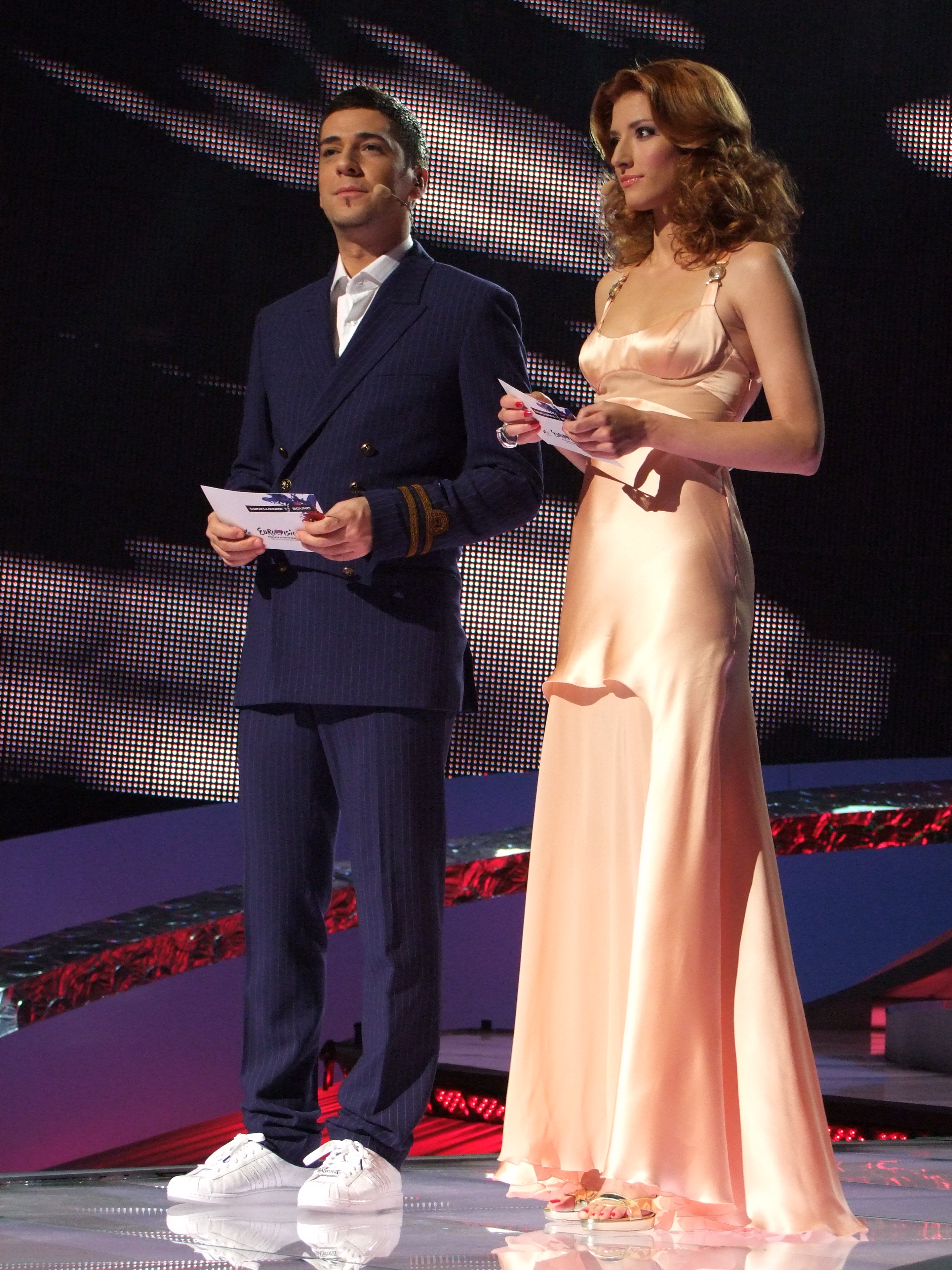
Jovana Janković e Željko Joksimović, presentatori dell'edizione 2008 a Belgrado
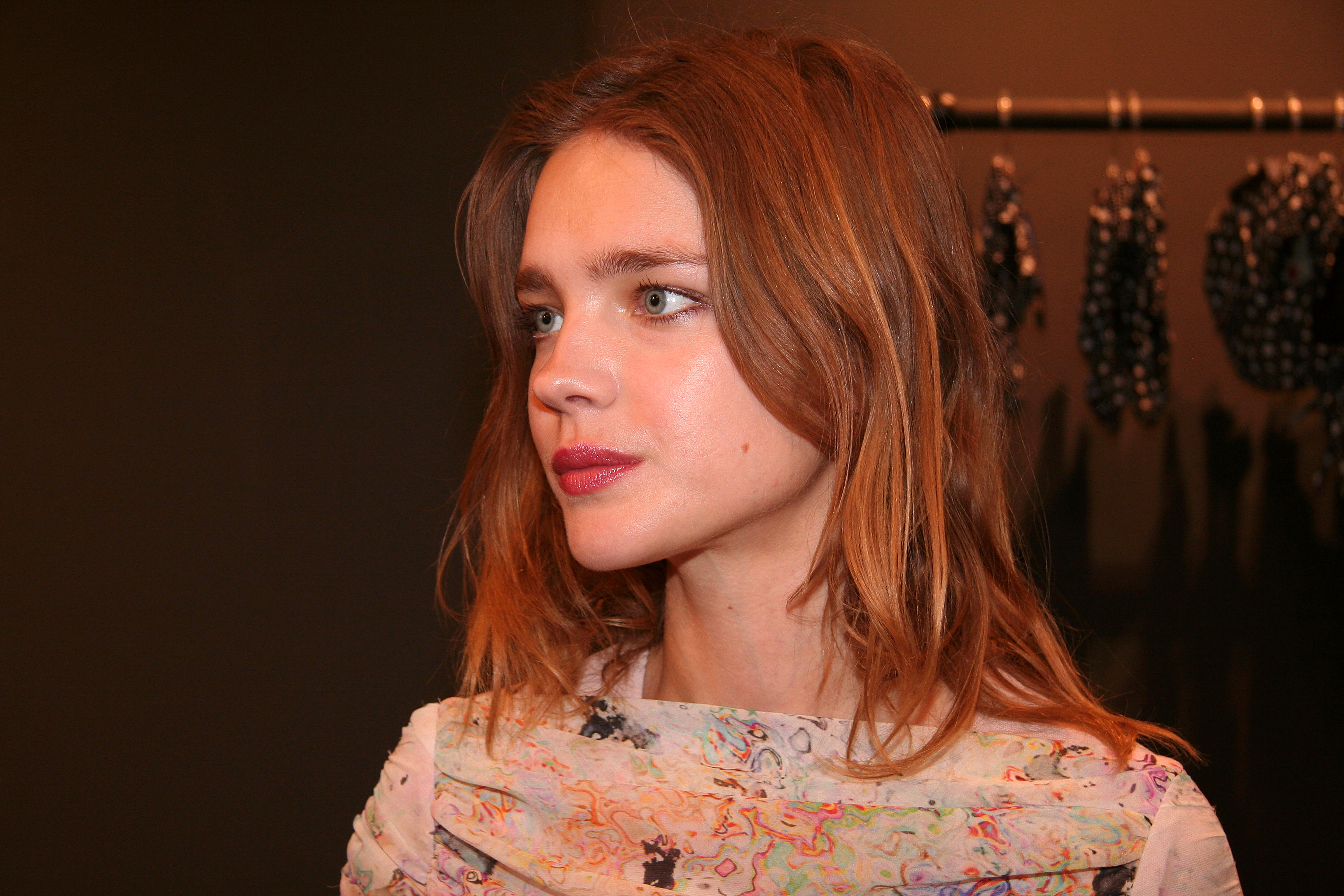
Natal'ja Vodjanova, presentatrice delle semifinali dell'edizione 2009 (in coppia con Andrey Malahov) a Mosca
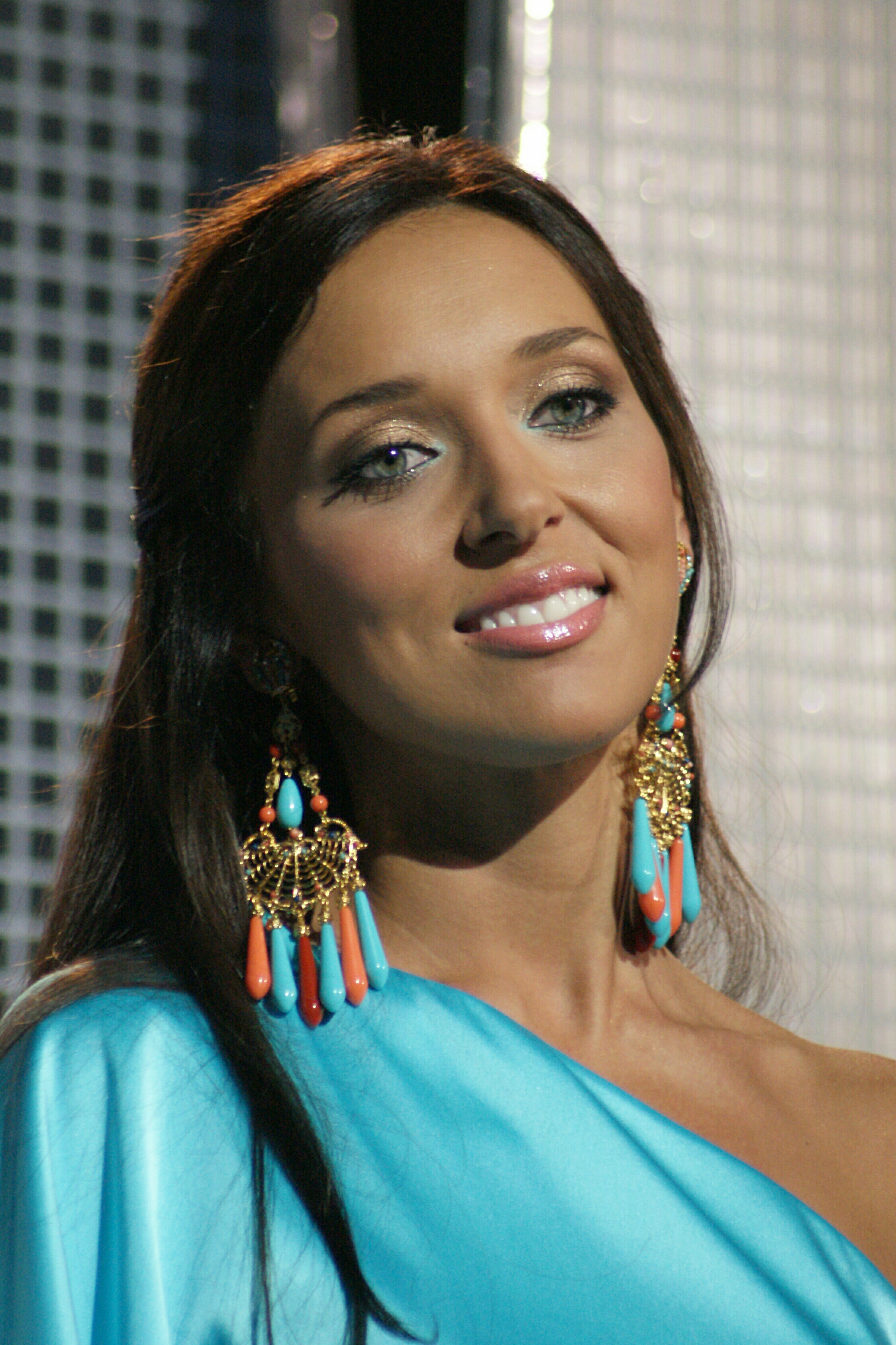
Alsou, presentatrice della finale dell'edizione 2009 (in coppia con Ivan Urgant) a Mosca
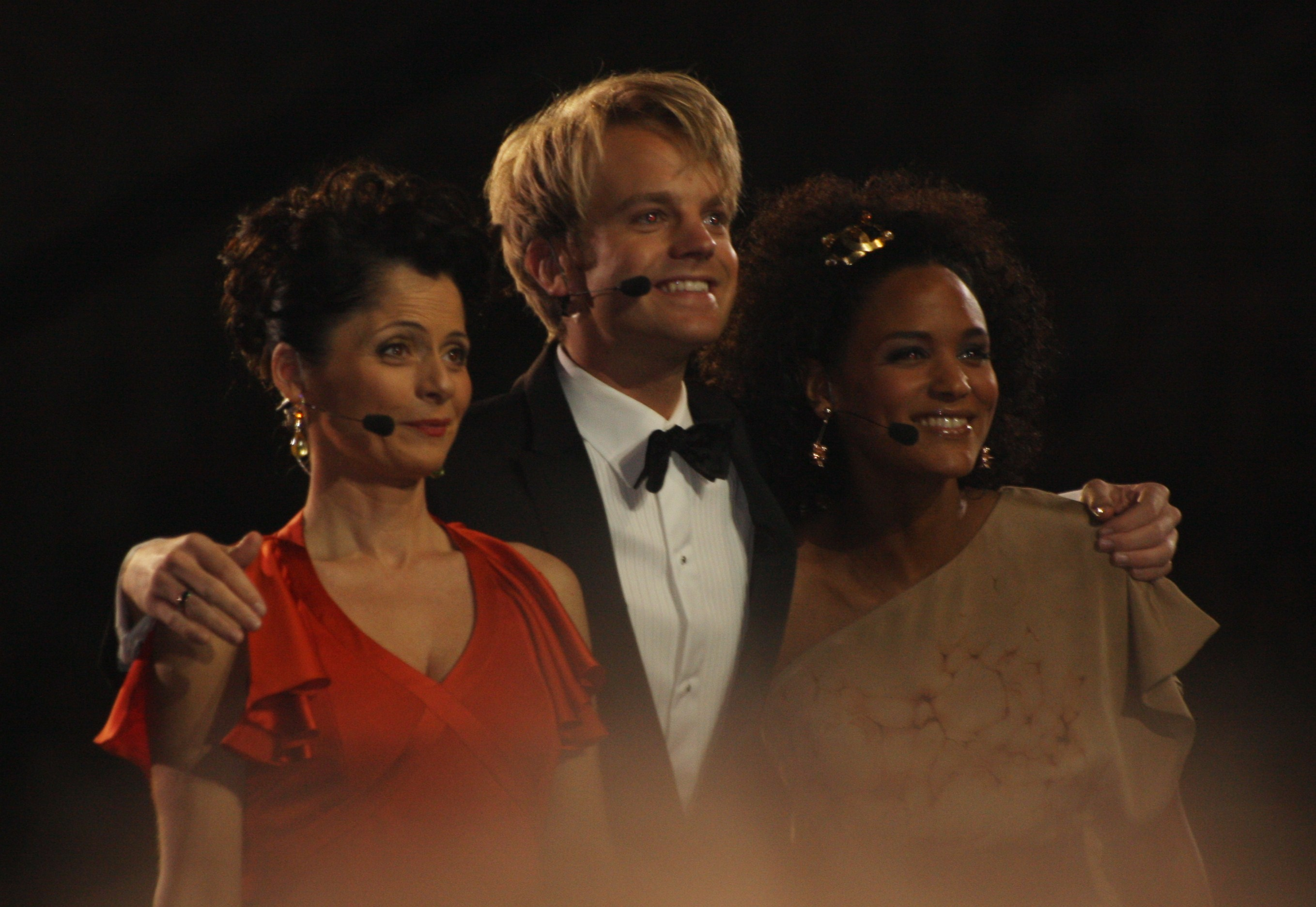
Nadia Hasnaoui, Erik Solbakken e Haddy N'jie presentatori dell'edizione 2010 a Oslo
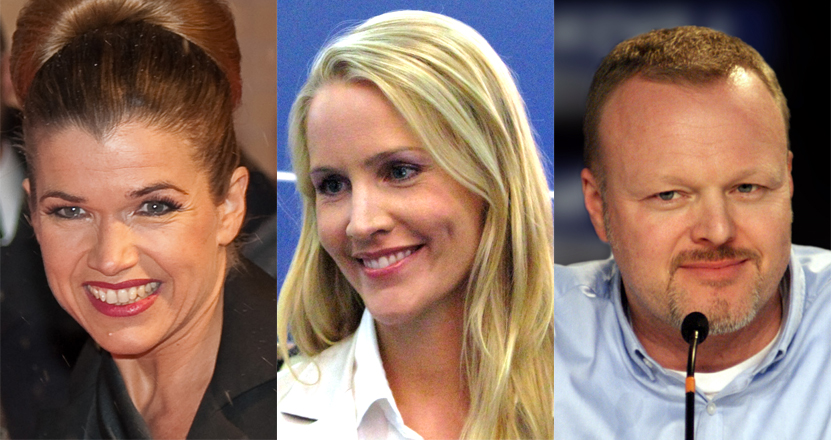
Anke Engelke, Judith Rakers e Stefan Raab, presentatori dell'edizione 2011 a Düsseldorf
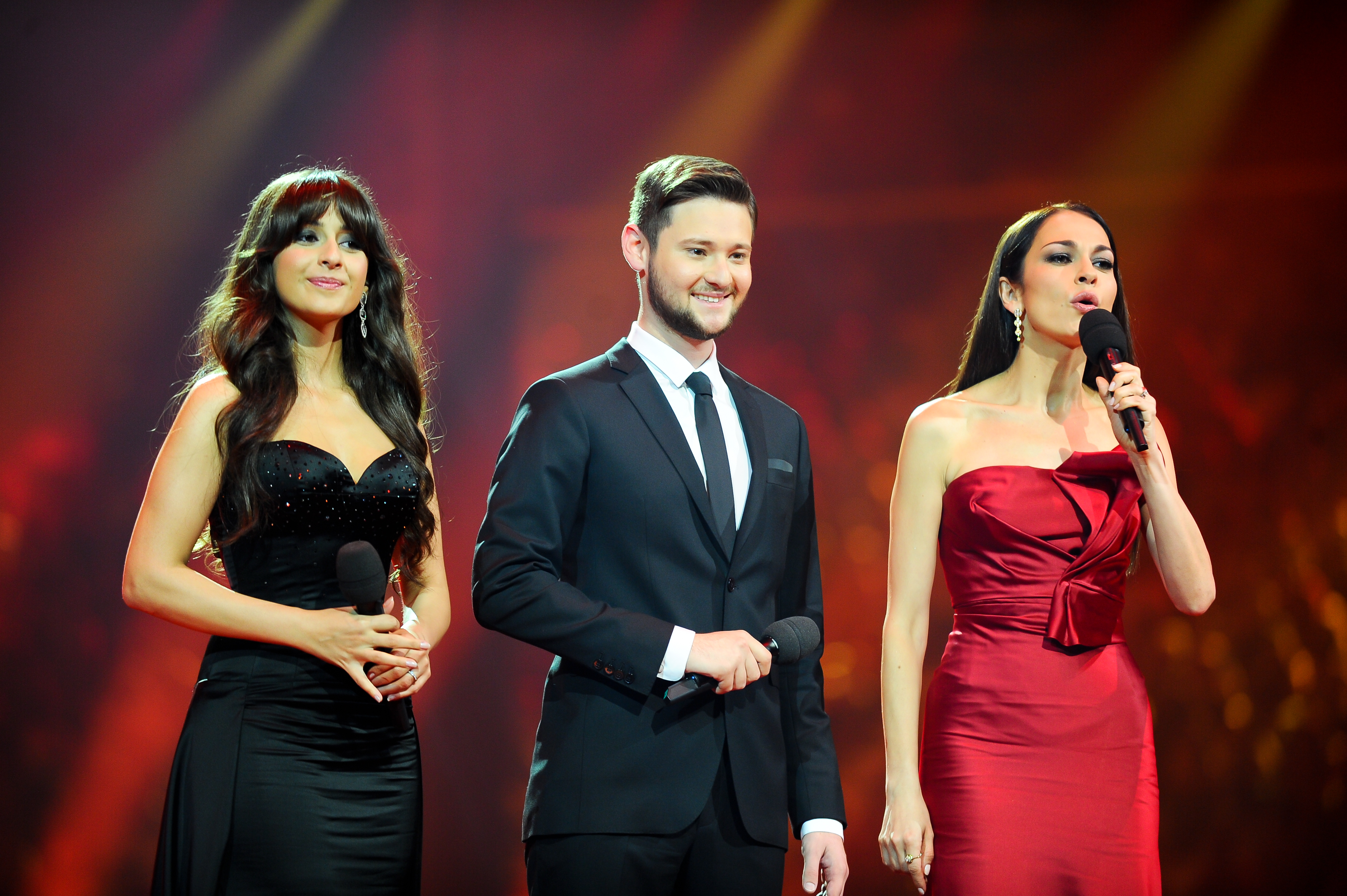
Leyla Əliyeva, Nərgiz Birk-Petersen ed Eldar Qasımov, presentatori dell'edizione 2012 a Baku
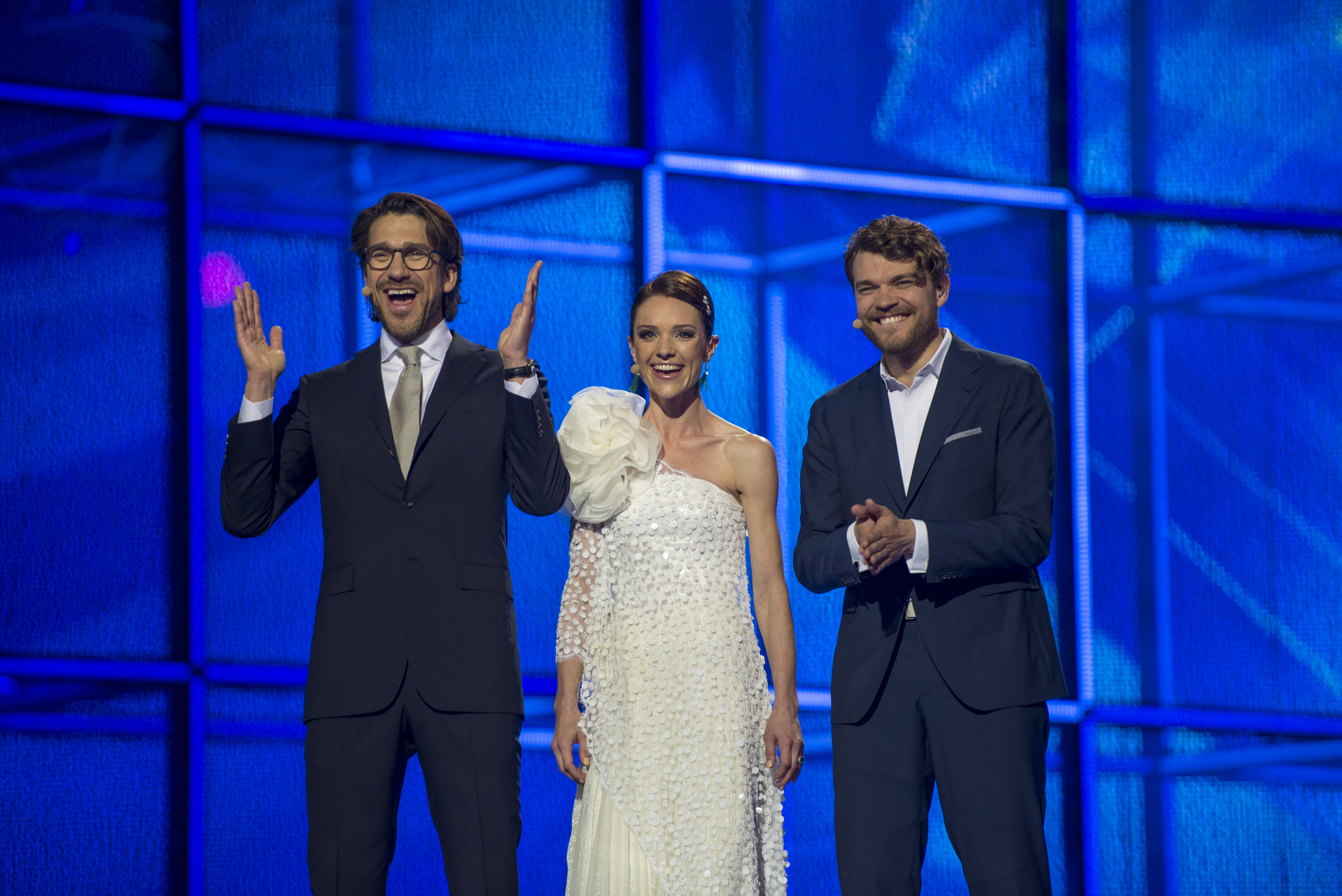
Nikolaj Koppel, Lise Rønne e Pilou Asbæk, presentatori dell'edizione 2014 a Copenaghen
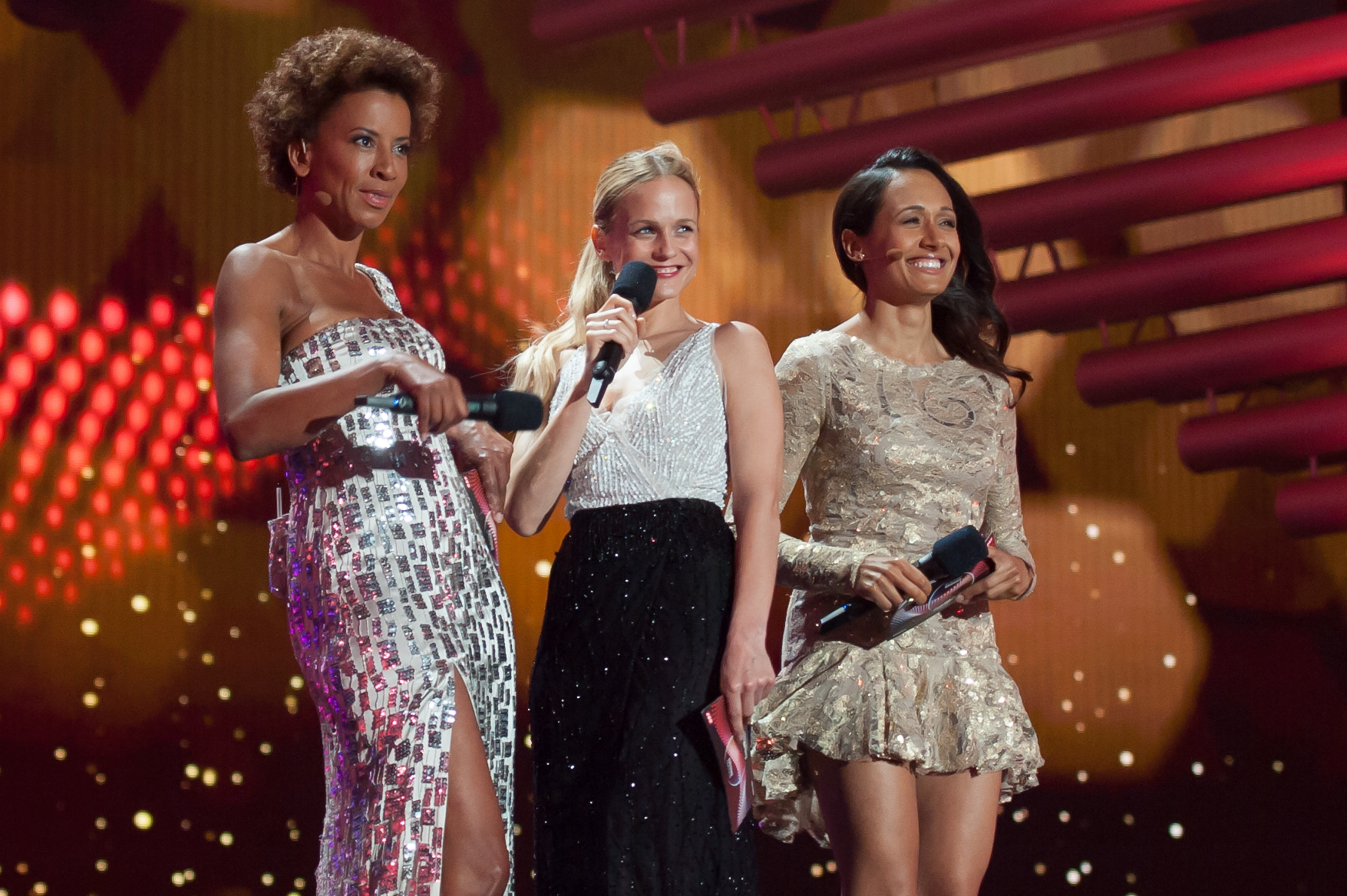
Mirjam Weichselbraun, Alice Tumler e Arabella Kiesbauer, presentatrici dell'edizione 2015 a Vienna
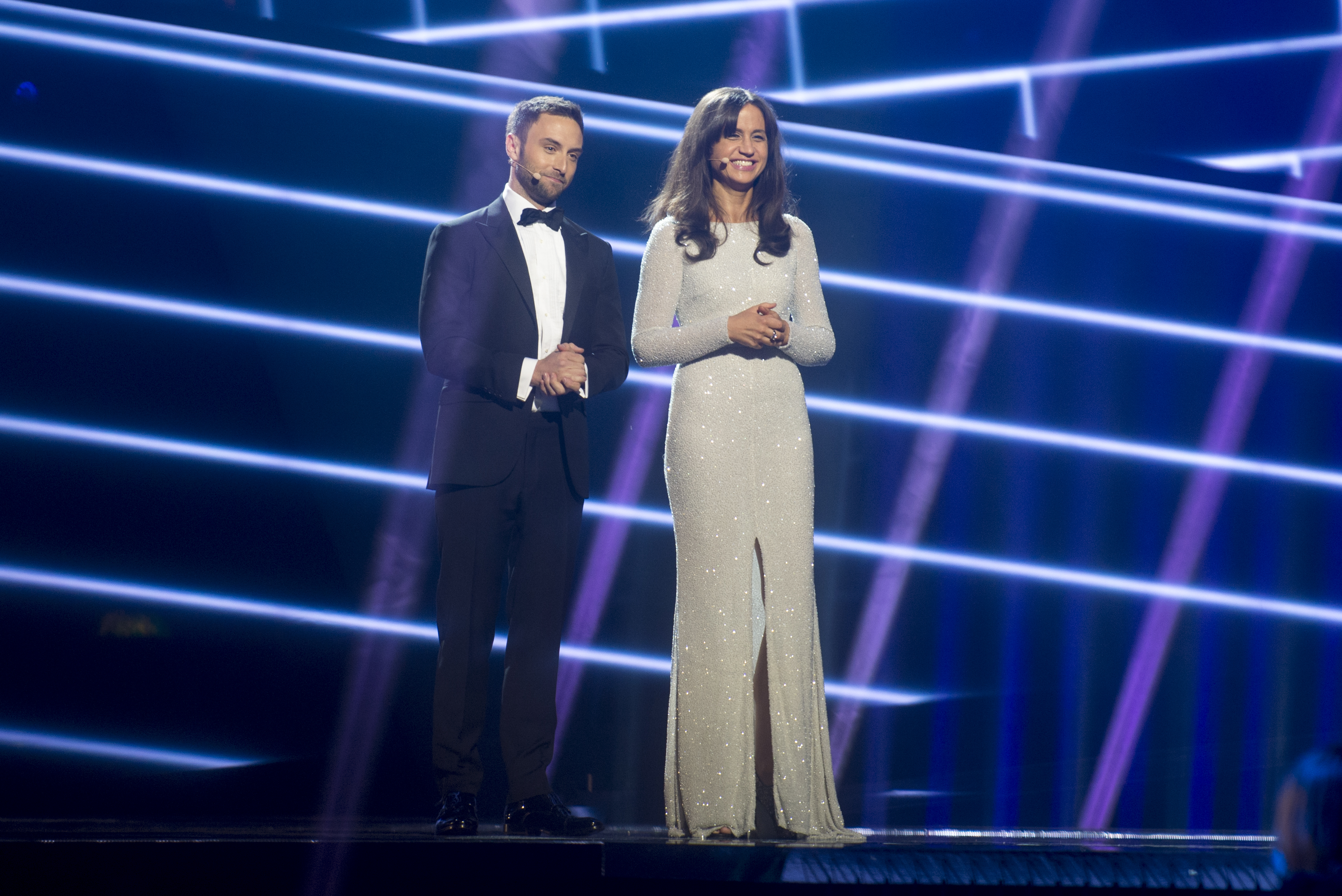
Måns Zelmerlöw e Petra Mede, presentatori dell'edizione 2016 a Stoccolma
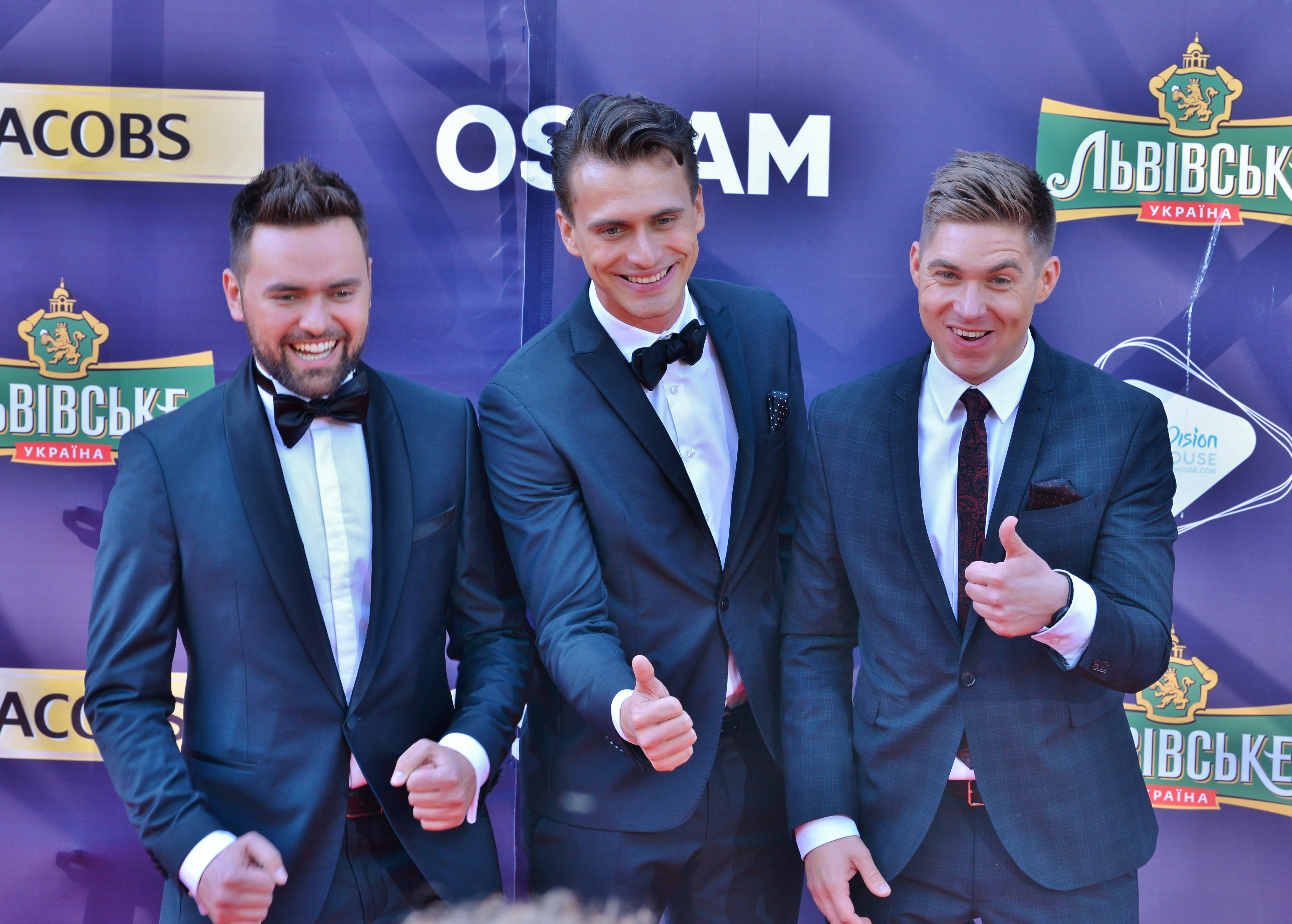
Timur Mirošnyčenko, Oleksandr Skičko e Volodymyr Ostapčuk, presentatori dell'edizione 2017 a Kiev
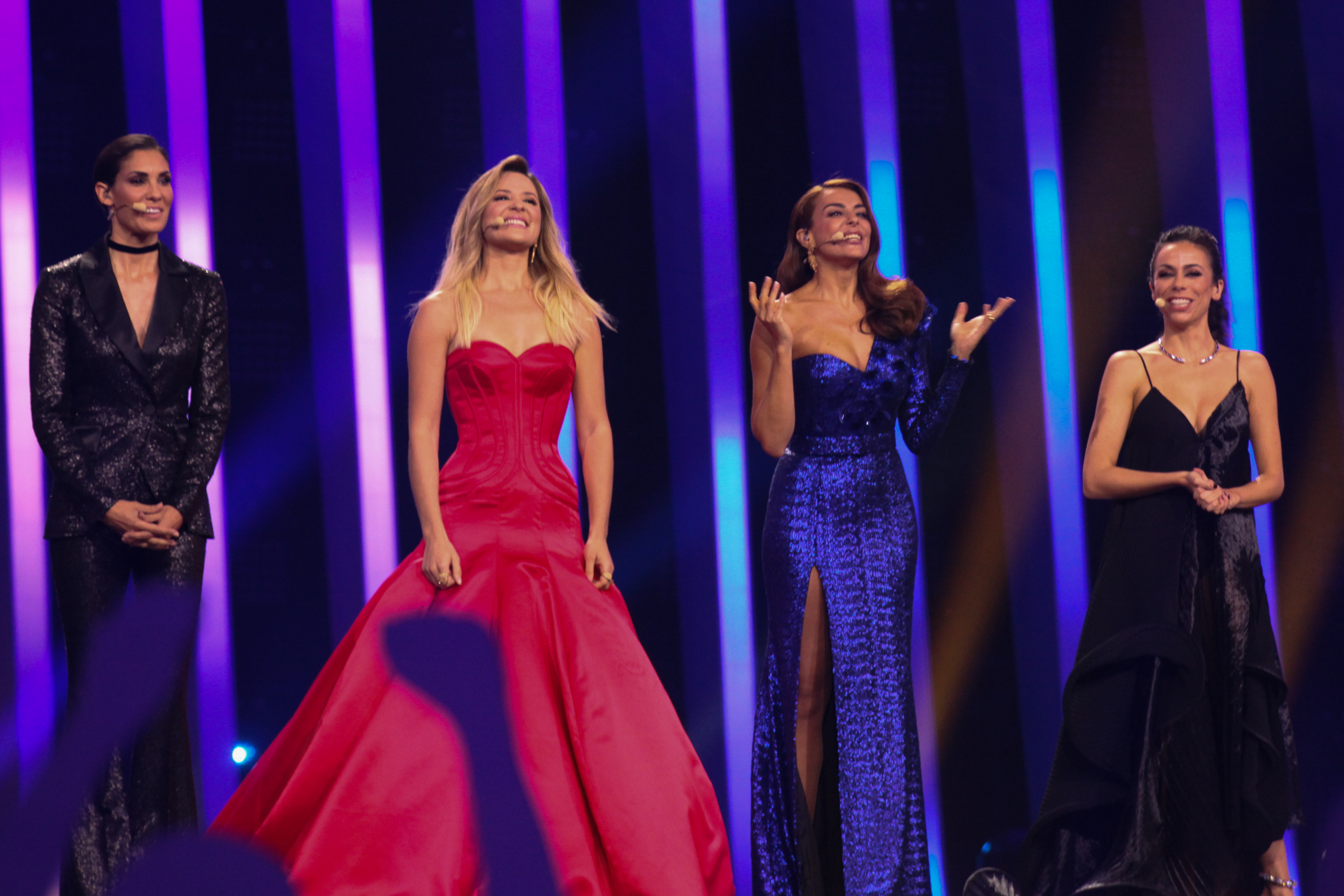
Daniela Ruah, Sílvia Alberto, Catarina Furtado e Filomena Cautela, presentatrici dell'edizione 2018 a Lisbona
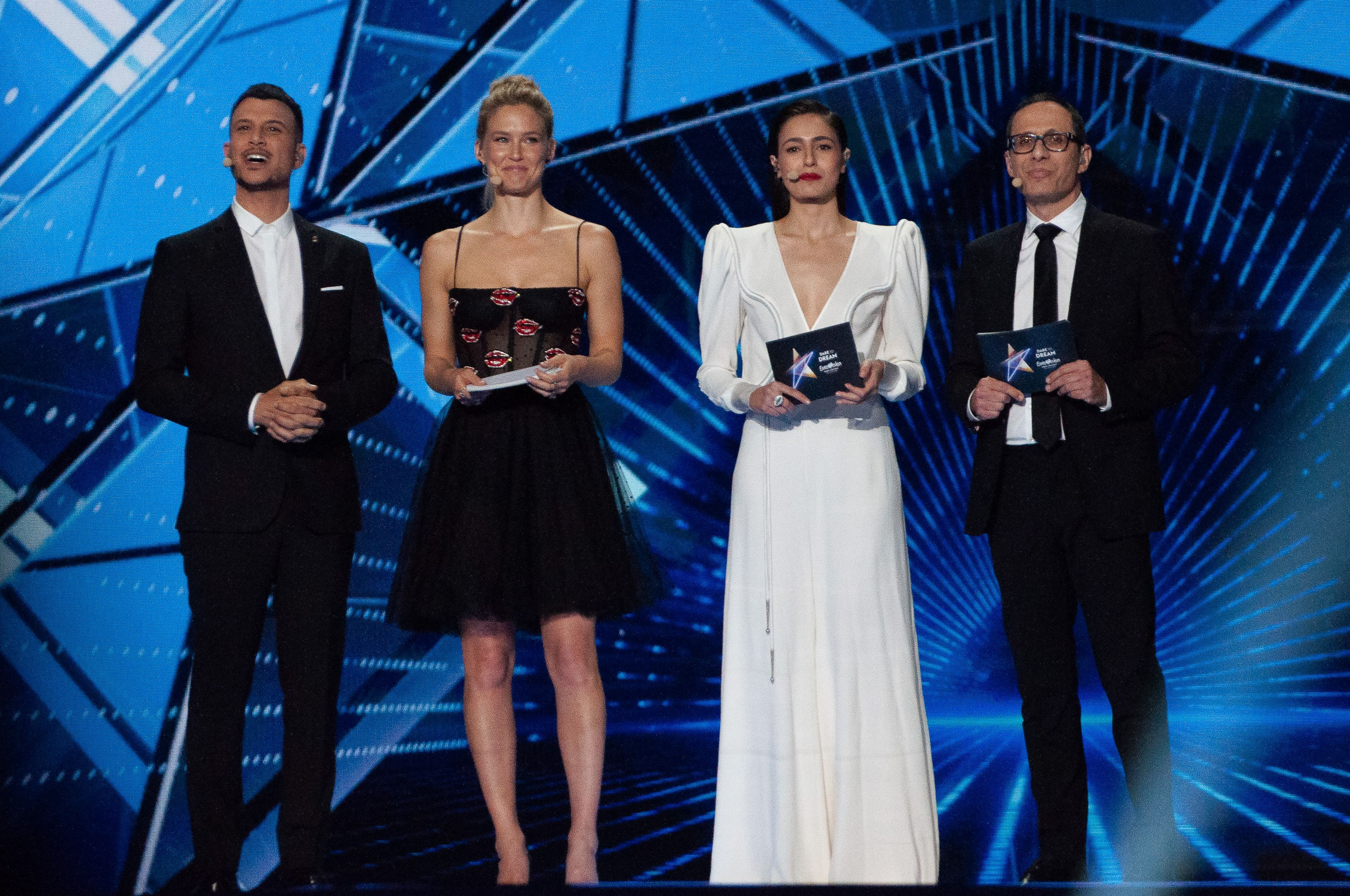
Assi Azar, Bar Refaeli, Lucy Ayoub ed Erez Tal, presentatori dell'edizione 2019 a Tel Aviv
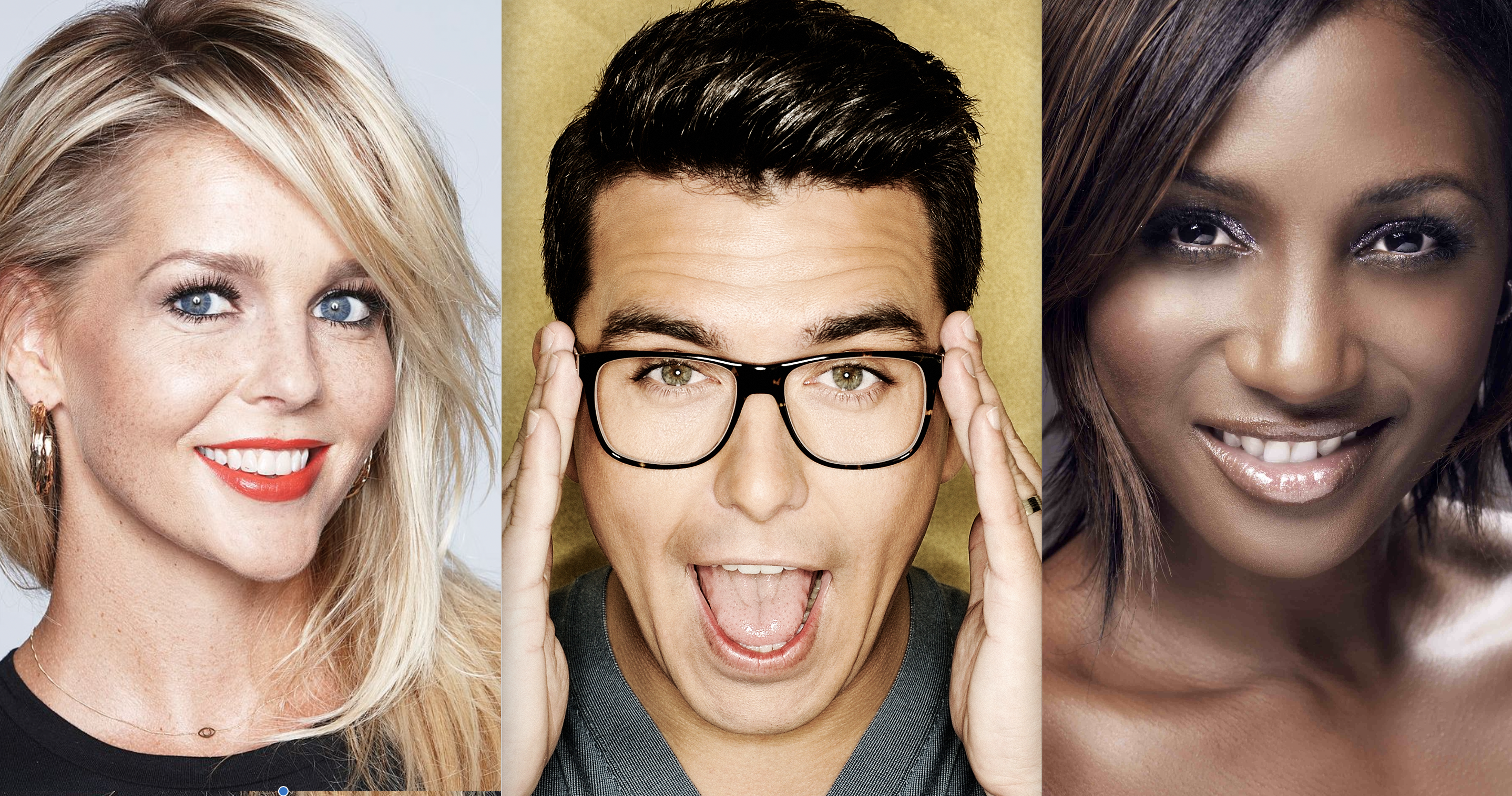
Chantal Janzen, Jan Smit e Edsilia Rombley, presentatori dell'edizione 2021 a Rotterdam
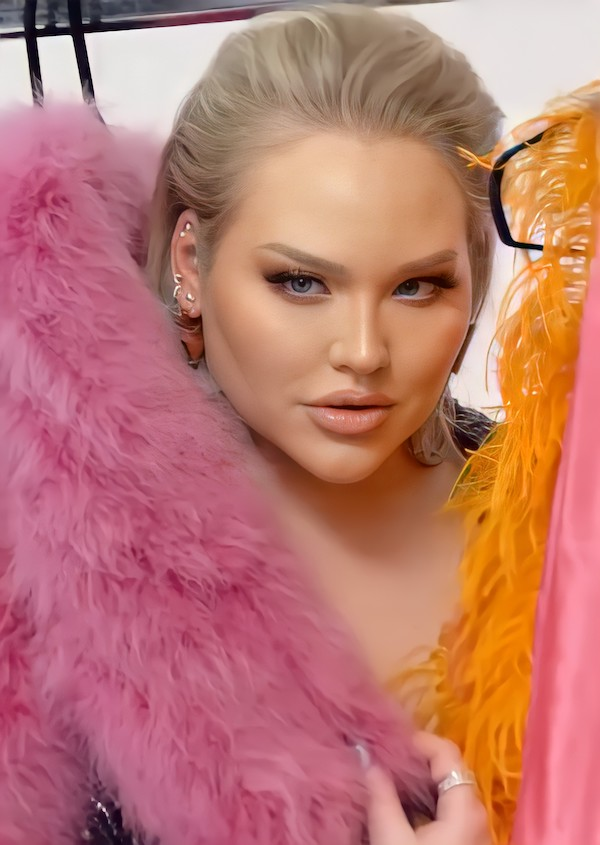
Nikkie de Jager, presentatrice dell'edizione 2021 a Rotterdam
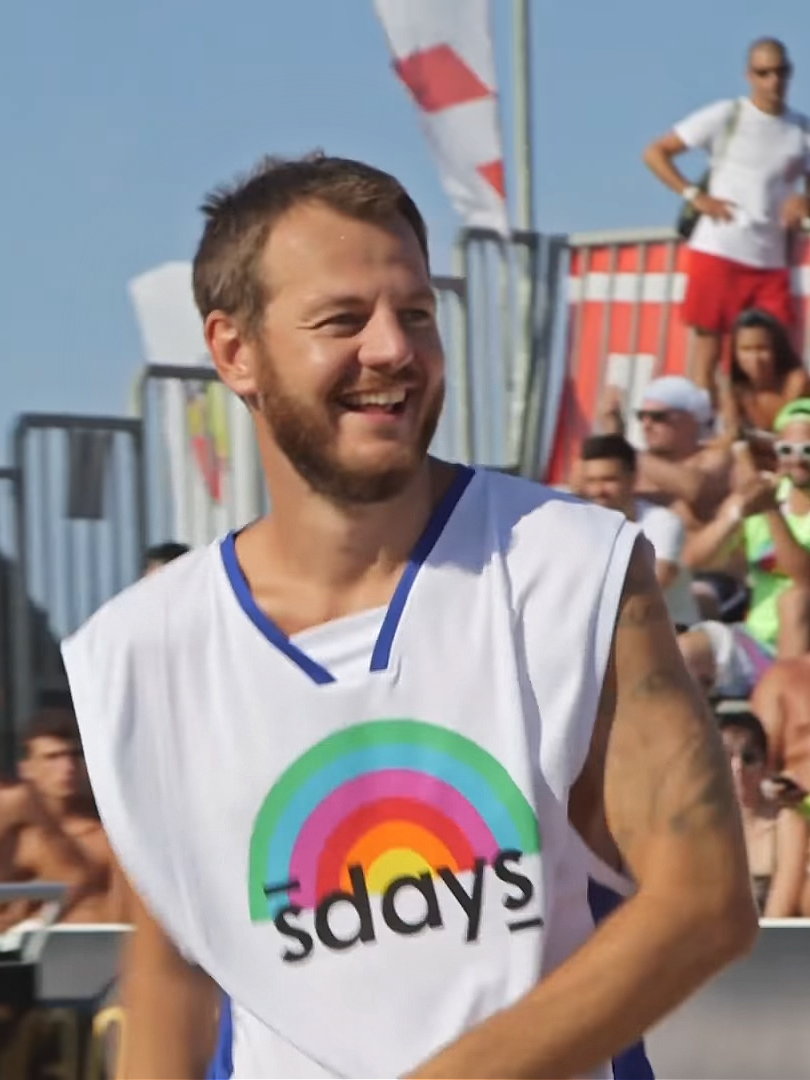
Alessandro Cattelan, presentatore dell'edizione 2022 a Torino
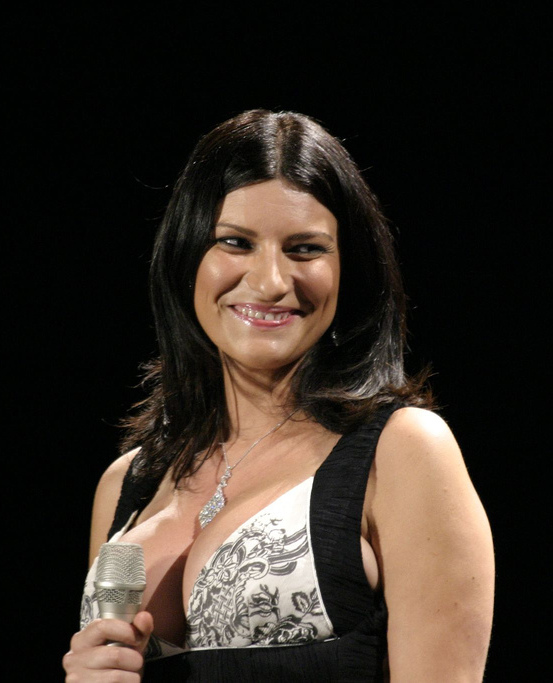
Laura Pausini, presentatrice dell'edizione 2022 a Torino
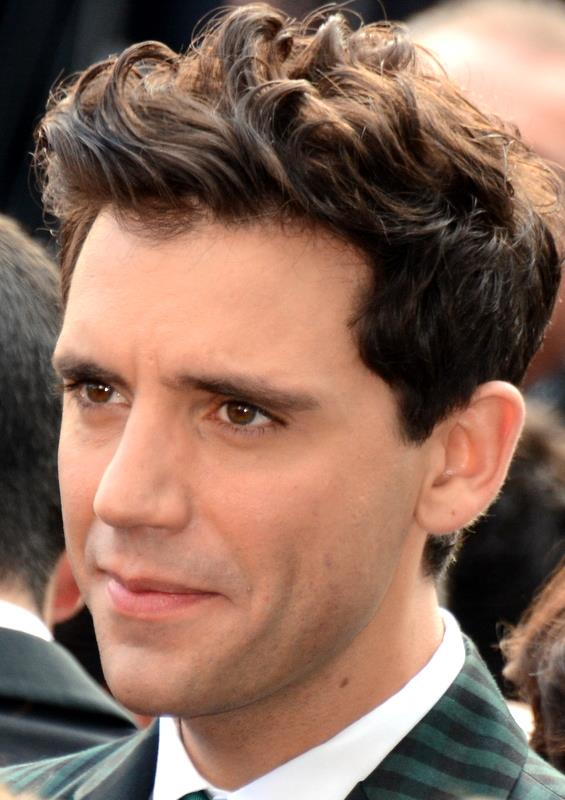
Mika, presentatore dell'edizione 2022 a Torino
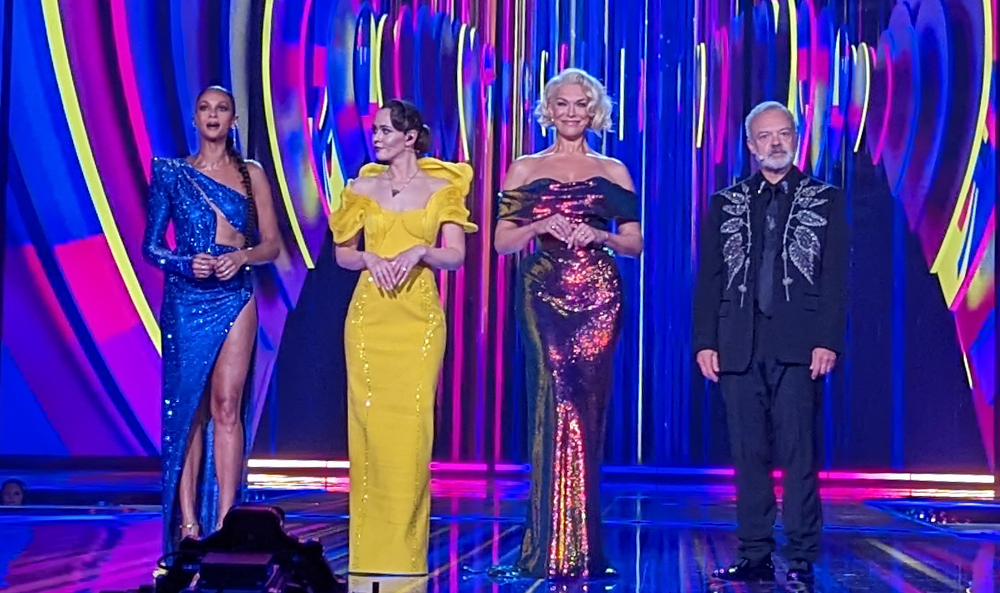
Alesha Dixon, Julija Sanina, Hannah Waddingham e Graham Norton, presentatori dell'edizione 2023 a Liverpool
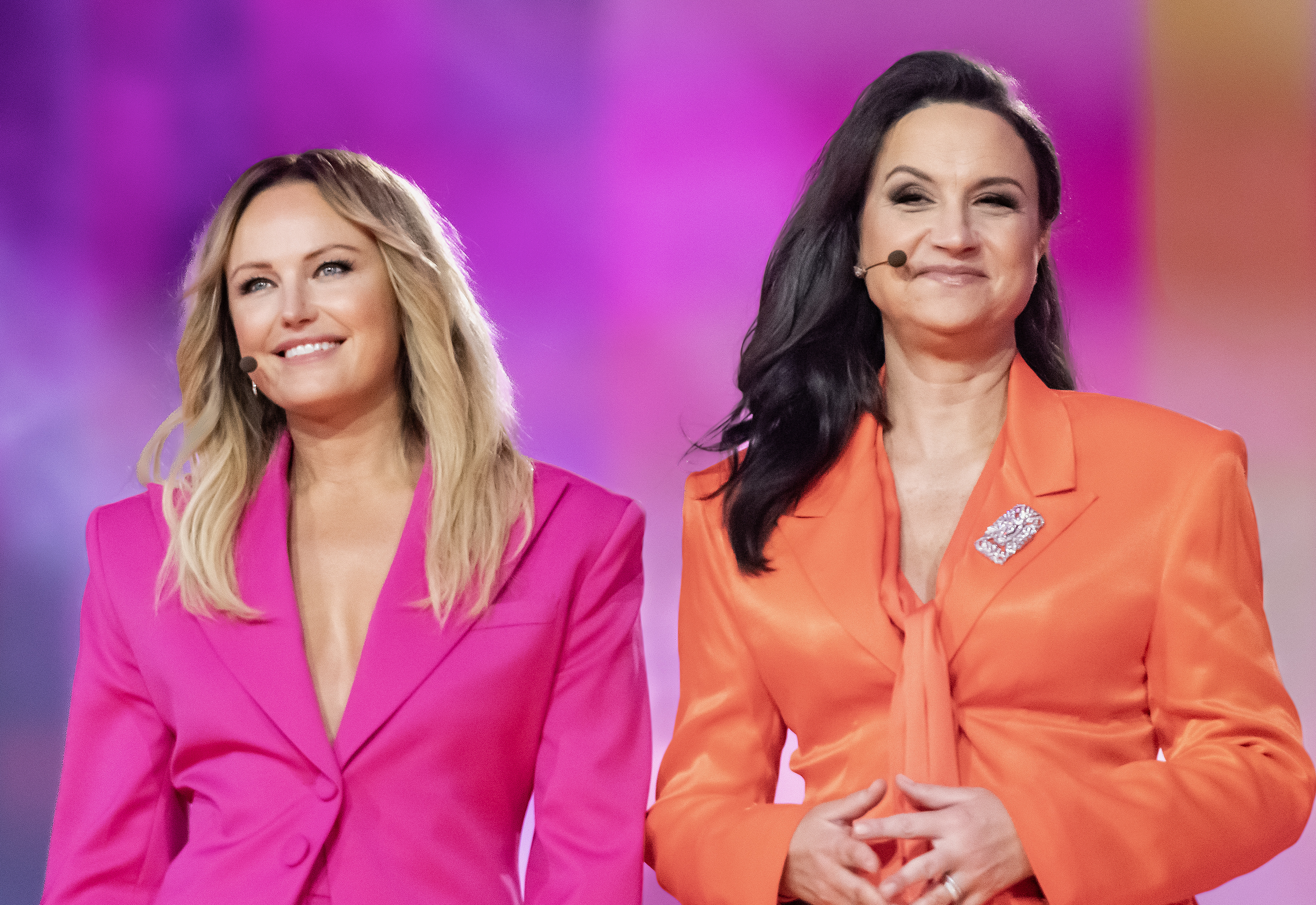
Malin Åkerman e Petra Mede, presentatrici dell'edizione 2024 a Malmö
Sandra Studer, Hazel Brugger e Michelle Hunziker, presentatrici dell'edizione 2025 a Basilea

### Green Room
La lista qui di seguito, contiene i nomi dei presentatori (non sempre stati presenti) della cosiddetta "Green Room", spazio o "stanza" riservata ai partecipanti di ogni edizione. I conduttori intervistano direttamente i cantanti durante la gara o durante la votazione per sentire come si sentono e per incrementare la suspense. I conduttori della "Green Room" possono essere presentatori in aggiunta a quelli della serata o direttamente uno o più degli stessi a presentare quest'ultima.
| Anno      | Presentatore/i-Presentatrice/i              | Conduzione |
| --------- | ------------------------------------------- | --- |
| 1976      | Hans van Willigenburg                       | |
| 1980      | Hans van Willigenburg                       | |
| 1996      | Morten Harket                               | Harket ha presentato il Festival europeo insieme a Ingvild Bryn |
| 2002      | Tiina Kimmel e Kirke Ert                    | |
| 2003      | Ilze Jaunalksne e Dīvs Reiznieks            | |
| 2004      | Sertab Erener (finale)                      | Erener ha rappresentato la Turchia, vincendo l'edizione 2003 |
| 2005      | Ruslana Lyžyčko e Volodymyr Klyčko (finale) | Lyžyčko ha rappresentato l' Ucraina, vincendo l'edizione 2004 |
| 2007      | Krisse Salminen (finale)                    | |
| 2008      | Kristina Radenković e Branislav Katić       | |
| 2009      | Dmitry Shepelev                             | |
| 2011      | Judith Rakers                               | Rakers ha presentato il Festival europeo insieme a Anke Engelke e Stefan Raab |
| 2013      | Eric Saade (finale)                         | Saade ha rappresentato la Svezia, piazzandosi 3º, nell'edizione 2011 |
| 2014      | Lise Rønne                                  | Rønne ha presentato il Festival europeo insieme a Nikolaj Koppel e Pilou Asbæk |
| 2015      | Conchita Wurst                              | Wurst ha rappresentato l' Austria, vincendo l'edizione 2014 |
| 2016      | Måns Zelmerlöw                              | Zelmerlöw ha rappresentato la Svezia, vincendo l'edizione 2015 e ha presentato insieme a Petra Mede l'edizione successiva                                                          |
| 2017      | Timur Mirošnyčenko                          | Mirošnyčenko ha presentato il Festival insieme a Oleksandr Skičko e Volodymyr Ostapčuk                                                                                             |
| 2018      | Filomena Cautela                            | Cautela ha presentato il Festival insieme a Sílvia Alberto, Daniela Ruah e Catarina Furtado                                                                                        |
| 2019      | Assi Azar e Lucy Ayoub                      | Azar e Ayoub hanno presentato il Festival insieme a Bar Refaeli e Erez Tal |
| 2020 2021 | Edsilia Rombley e Nikkie de Jager           | Rombley ha rappresentato i Paesi Bassi nell'edizioni 1998 e 2007, mentre De Jager è anche il presentatore online. Hanno presentato il Festival insieme a Chantal Janzen e Jan Smit |
| 2023      | Alesha Dixon e Julija Sanina                | Hanno presentato il Festival insieme a Hannah Waddingham e Graham Norton (quest'ultimo solo nella serata finale)                                                                   |

### Presentatore online
| Anno      | Conduzione      | Note  |
| --------- | --------------- | ----- |
| 2020 2021 | Nikkie de Jager | [ 1 ] |

### Show speciali

#### Songs of Europe
Songs of Europe è stato un programma televisivo trasmesso da Mysen, in Norvegia, per celebrare i 25 anni della manifestazione, nel 1981. I presentatori erano:
| Anno | Sede            | Conduzione                 |
| ---- | --------------- | -------------------------- |
| 1981 | Mysen, Norvegia | Rolf Kirkvaag e Titten Tei |

#### Congratulations: 50 Years of the Eurovision Song Contest
Il Congratulations: 50 Years of the Eurovision Song Contest è stato un programma televisivo, mandato in onda nel 2005 a Copenaghen, in Danimarca, per commemorare i 50 anni della nascita della manifestazione. Fu presentato da due conduttori:
| Anno | Sede                  | Conduzione                           |
| ---- | --------------------- | ------------------------------------ |
| 2005 | Copenaghen, Danimarca | / Katrina Leskanich e Renārs Kaupers |

#### Eurovision Song Contest's Greatest Hits
L'Eurovision Song Contest's Greatest Hits, proprio come 10 anni prima, è stato un programma televisivo speciale, per commemorare i 60 anni della nascita del festival. Fu presentato da due conduttori a Londra, Regno Unito nel 2015:
| Anno | Sede                | Conduzione                 |
| ---- | ------------------- | -------------------------- |
| 2015 | Londra, Regno Unito | Petra Mede e Graham Norton |

#### Eurovision: Europe Shine a Light
Eurovision: Europe Shine a Light è stato un programma televisivo speciale, per omaggiare gli artisti partecipanti dell'Eurovision Song Contest 2020, edizione cancellata a causa della pandemia di COVID-19. È stato presentato dai tre conduttori previsti dell'edizione 2020, nei Paesi Bassi:
| Anno | Sede                   | Conduzione                                                  |
| ---- | ---------------------- | ----------------------------------------------------------- |
| 2020 | Hilversum, Paesi Bassi | Chantal Janzen, Edsilia Rombley, Jan Smit e Nikkie de Jager |

### Allocazione delle semifinali e della finale
| Anno      | Sede                    | Conduzione                                 | Note |
| --------- | ----------------------- | ------------------------------------------ | --- |
| 1994      | Dublino, Irlanda        | Fionnuala Sweeney e Niamh Kavanagh         | Kavanagh ha rappresentato l' Irlanda nel 1993 (vincendo l'edizione). Sweeney ha presentato il Festival nel 1993                                                                 |
| 1996      | Oslo, Norvegia          | Christian Borch                            | |
| 1997      | Dublino, Irlanda        | Mary Kennedy e Eimear Quinn                | Kennedy ha presentato il Festival nel 1995 Quinn ha rappresentato l' Irlanda nel 1996 (vincendo l'edizione)                                                                     |
| 1998      | Birmingham, Regno Unito | Terry Wogan e Katrina Leskanich            | Wogan ha presentato il Festival insieme a Ulrika Jonsson. Leskanich ha rappresentato il Regno Unito nel 1997 (vincendo l'edizione come parte del gruppo Katrina and the Waves); |
| 1999      | Gerusalemme, Israele    | Meni Pe'er                                 | |
| 2002      | Tallinn, Estonia        | Tanel Padar e Dave Benton                  | Padar e Benton hanno rappresentato l' Estonia nel 2001 (vincendo l'edizione) |
| 2003      | Riga, Lettonia          | Marija Naumova e Renārs Kaupers            | Naumova e Kaupers hanno presentato assieme il Festival |
| 2004      | Istanbul, Turchia       | Meltem Cumbul e Korhan Abay                | Cumbul e Abay hanno presentato assieme il Festival |
| 2005      | Kiev, Ucraina           | Paša Šyl'ko e Volodymyr Klyčko             | Shylko ha presentato il Festival insieme a Marija Jefrosynina |
| 2006      | Atene, Grecia           | Maria Menounos e Sakīs Rouvas              | Menounos e Rouvas hanno presentato assieme il Festival |
| 2007      | Helsinki, Finlandia     | Jaana Pelkonen e Mikko Leppilampi          | Pelkonen e Leppilampi hanno presentato assieme il Festival |
| 2008      | Belgrado, Serbia        | Jovana Janković e Željko Joksimović        | Janković e Joksimović hanno presentato assieme il Festival |
| 2009      | Mosca, Russia           | Jana Čurikova                              | |
| 2010      | Oslo, Norvegia          | Peter Svaar                                | |
| 2011      | Düsseldorf, Germania    | Judith Rakers e Sabine Heinrich            | Rakers ha presentato il Festival insieme ad Anke Engelke e Stefan Raab |
| 2012      | Baku, Azerbaigian       | Leyla Əliyeva e Nazim Huseynov             | Əliyeva ha presentato il Festival insieme a Nərgiz Birk-Petersen ed Eldar Qasımov                                                                                               |
| 2013      | Malmö, Svezia           | Pernilla Månsson Colt e Josefine Sundström | |
| 2014      | Copenaghen, Danimarca   | Tine Gøtzsche e Ulla Essendrop             | |
| 2015      | Vienna, Austria         | Andi Knoll e Kati Bellowitsch              | |
| 2016      | Stoccolma, Svezia       | Alexandra Pascalidou e Jovan Radomir       | |
| 2017      | Kiev, Ucraina           | Timur Mirošnyčenko e Nika Konstantynova    | Mirošnyčenko ha presentato il Festival insieme a Oleksandr Skičko e Volodymyr Ostapčuk                                                                                          |
| 2018      | Lisbona, Portogallo     | Sílvia Alberto e Filomena Cautela          | Alberto e Cautela ha presentato il Festival insieme a Daniela Ruah e Catarina Furtado                                                                                           |
| 2019      | Tel Aviv, Israele       | Assi Azar e Lucy Ayoub                     | Azar e Ayoub hanno presentato il Festival insieme a Bar Refaeli e Erez Tal |
| 2020 2021 | Rotterdam, Paesi Bassi  | Chantal Janzen, Edsilia Rombley e Jan Smit | Janzen, Rombley e Smit presenteranno assieme il Festival. Per l'edizione 2021 è stato utilizzato il sorteggio effettuato il 28 gennaio 2020                                     |
| 2022      | Torino, Italia          | Carolina Di Domenico e Mario Acampa        | |
| 2023      | Liverpool, Regno Unito  | AJ Odudu e Rylan Clark                     | |
| 2024      | Malmö, Svezia           | Pernilla Månsson Colt e Farah Abadi        | |
| 2025      | Basilea, Svizzera       | Jennifer Bosshard e Jan van Ditzhuijzen    | |

### Cerimonia d'apertura
Edizione cancellata
| Anno | Sede                   | Conduzione                                                                                             | Note                                                                                                |
| ---- | ---------------------- | --- | --------------------------------------------------------------------------------------------------- |
| 2006 | Atene, Grecia          | Zeta Makrypoulia e Giōrgos Kapoutzidīs                                                                 | |
| 2009 | Mosca, Russia          | Alsou e Andre Malakov                                                                                  | Alsou ha presentato la finale insieme a Ivan Urgant                                                 |
| 2012 | Baku, Azerbaigian      | Leyla Əliyeva e Nərgiz Birk-Petersen                                                                   | Əliyeva e Birk-Petersen hanno presentato l’ESC insieme a Eldar Qasımov                              |
| 2013 | Malmö, Svezia          | Pernilla Månsson Colt e Kodjo Akolor                                                                   | |
| 2014 | Copenaghen, Danimarca  | Bryan Rice, Abdel Aziz Mahmoud, Ulla Essendrop e Peter Falktoft                                        | |
| 2015 | Vienna, Austria        | Andi Knoll e Kati Bellowitsch                                                                          | |
| 2016 | Stoccolma, Svezia      | Jovan Radomir e Catarina Rolfsdotter-Jansson                                                           | |
| 2017 | Kiev, Ucraina          | Tetjana Terechova, Slava Varda, Andrij Kiše, Amy Grace, Nejba Traore, Hanna Butkevyč e Andrij Džedžula | |
| 2018 | Lisbona, Portogallo    | Cláudia Semedo, Inês Lopes Gonçalves, Pedro Granger e Pedro Penim                                      | |
| 2019 | Tel Aviv, Israele      | Noa Tishby, Shani Nachshoni, Leon Rosenberg e Nadav Abukasis                                           | |
| 2020 | Rotterdam, Paesi Bassi | Evento annullato                                                                                       | Evento annullato                                                                                    |
| 2021 | Rotterdam, Paesi Bassi | Koos van Plateringen e Fenna Ramos                                                                     | |
| 2022 | Torino, Italia         | Gabriele Corsi, Carolina Di Domenico, Mario Acampa e Laura Carusino                                    | Acampa e Di Domenico hanno precedentemente presentato l'allocazione delle semifinali e della finale |
| 2023 | Liverpool, Regno Unito | Sam Quek e Timur Mirošnyčenko                                                                          | Mirošnyčenko ha presentato l’ESC nel 2017                                                           |
| 2024 | Malmö, Svezia          | Elektra e Tia Kofi                                                                                     | |
| 2025 | Basilea, Svizzera      | Jan van Ditzhuijzen, Tanja Dankner, Odette Hella'Grand e Joël von Mutzenbecher                         | |

### Presentatori delle conferenze stampa
| Anno | Sede                   | Conduzione                                               | Note                                            |
| ---- | ---------------------- | -------------------------------------------------------- | ----------------------------------------------- |
| 2009 | Mosca, Russia          | Dmitry Šepelev                                           |                                                 |
| 2011 | Düsseldorf, Germania   | Branislav Katic e Sonia Kennebeck                        |                                                 |
| 2013 | Malmö, Svezia          | Alexandra Pascalidou e Catarina Rolfsdotter-Jansson      |                                                 |
| 2014 | Copenaghen, Danimarca  | Abdel Aziz Mahmoud e Ulla Essendrop                      |                                                 |
| 2015 | Vienna, Austria        | Kati Bellowitsch                                         |                                                 |
| 2016 | Stoccolma, Svezia      | Jovan Radomir e Catarina Rolfsdotter-Jansson             |                                                 |
| 2017 | Kiev, Ucraina          | Nika Konstantynova, Tetjana Terechova e Ihor Posylajko   |                                                 |
| 2018 | Lisbona, Portogallo    | Pedro Granger e Pedro Penim                              |                                                 |
| 2019 | Tel Aviv, Israele      | Sivan Avrahami e Nadav Embon                             |                                                 |
| 2020 | Rotterdam, Paesi Bassi | Roos Moggré e Andrew Makkinga                            |                                                 |
| 2021 | Rotterdam, Paesi Bassi | Koos van Plateringen, Hila Noorzai e Samya Hafsaoui      |                                                 |
| 2022 | Torino, Italia         | Carolina Di Domenico, Mario Acampa e Laura Carusino      |                                                 |
| 2023 | Liverpool, Regno Unito | Jermaine Foster, Timur Mirošnyčenko e Mariia Vynogradova | Mirošnyčenko ha presentato il Festival nel 2017 |
| 2024 | Malmö, Svezia          | Jovan Radomir                                            |                                                 |
| 2025 | Basilea, Svizzera      | Sven Epiney (finale)                                     |                                                 |

## Conduttori che hanno partecipato all'Eurovision Song Contest come concorrenti
In molti casi, è capitato che i partecipanti alla manifestazione, compresi soprattutto i vincitori, abbiano poi condotto la gara:
- Corry Brokken (presentatrice nel 1976) ha rappresentato i  Paesi Bassi nel 1956, 1957 (vincendo l'edizione) e nel 1958;
- Gigliola Cinquetti (presentatrice nel 1991) ha rappresentato l'  Italia nel 1964, vincendo l'edizione, e nel 1974 (arrivando 2º);
- Lill Lindfors (presentatrice nel 1985) ha rappresentato la  Svezia nel 1966 (arrivando 2º);
- Åse Kleveland (presentatrice nel 1986) ha rappresentato la  Norvegia nel 1966 (arrivando 3º);
- Yardena Arazi (presentatrice nel 1979) ha rappresentato l'  Israele nel 1976 e nel 1988;
- Toto Cutugno (presentatore nel 1991) ha rappresentato l'  Italia nel 1990 (vincendo l'edizione);
- Dafna Dekel, (presentatrice nel 1999) ha rappresentato l'  Israele nel 1992;
- Katrina Leskanich (presentatrice nel 2005 dello show per i 50 anni di Eurovision) ha rappresentato il  Regno Unito nel 1997 (vincendo l'edizione come parte del gruppo Katrina and the Waves);
- Stefan Raab (presentatore nel 2011) ha rappresentato la  Germania nel 2000;
- Renārs Kaupers (presentatore nel 2003 della manifestazione e nel 2005 dello show per i 50 anni di Eurovision) ha rappresentato la  Lettonia nel 2000 (arrivando 3º come parte del gruppo Brainstorm);
- Alsou (presentatrice nel 2009) ha rappresentato la  Russia nel 2000 (arrivando 2º);
- Marija Naumova (Maria N., presentatrice nel 2003) ha rappresentato la  Lettonia nel 2002 (vincendo l'edizione);
- Sakīs Rouvas (presentatore nel 2006) ha rappresentato la  Grecia nel 2004 (arrivando 3º) e nel 2009;
- Željko Joksimović (presentatore nel 2008) ha rappresentato la  Serbia e Montenegro nel 2004 (arrivando 2º) e la  Serbia nel 2012 (arrivando 3º);
- Eldar Qasımov (presentatore nel 2012) ha rappresentato l'  Azerbaigian nel 2011 (vincendo l'edizione);
- Måns Zelmerlöw (presentatore nel 2016) ha rappresentato la  Svezia nel 2015 (vincendo l'edizione);
- Edsilia Rombley (presentatrice nel 2020 dello show Eurovision: Europe Shine a Light e dell'edizione 2021) ha rappresentato i  Paesi Bassi nel 1998 e nel 2007;
- Sandra Studer (presentatrice nel 2025) ha rappresentato la  Svizzera nel 1991.